# ALDNOAH.ZERO
《ALDNOAH.ZERO》（日語：アルドノア・ゼロ，符號化為ΛLDNOΛH.ZERO）是2014年7月开始播放的日本动画作品，監督為青木英，原案及首三話劇本為虛淵玄，動畫製作則是A-1 Pictures與TROYCA共同負責。
本作分为两季播出。第一季於2014年7月播放，共12話。第二季於2015年1月開始播放，共12話。

## 概要
動畫監督青木英表示，本作是以「王道」為目標來製作。故事主角有三人：地球方的界塚伊奈帆、火星方的斯雷因·特洛耶特，以及處在中心點的婭賽蘭·沃斯·艾露西亞，將以這三人的視點構築一齣群像劇。
片頭曲最後一幕出現的英文「Let justice be done, though the heavens fall.」，是拉丁文「Fiat justitia ruat caelum」的翻譯，意為「縱使天塌下來也要伸張正義」，表明正義不容質疑、不容扭曲，但也象徵着正義的無情。

## 劇情

### 序章
1972年，阿波罗17号登月計畫在月球发现连接地球与火星的古代文明遺產「超空间门（ハイパーゲート）」。随后地球向火星派出了以雷列加利亚博士为首的调查团。在火星上發現古代火星文明的「Aldnoah (古挪亞, ald:古い, noah:挪亞)」科技。伴随着火星殖民进程與科技壟斷主張以及雷列加利亞所煽動的反地球行為，火星开拓民与地球之间的摩擦越发扩大。
1985年，雷列加利亞博士在火星成立「沃斯帝國」並稱帝。1986年，地球爲對抗火星而組建聯合政府。1999年，雷列加利亞之子，第二任皇帝基尔泽利亚对地球宣战，卻在侵略期間死於因超空间门失控而摧毀月球的災難「Heaven's fall」；臥病的雷列加利亞再度復位。2000年，火星與地球停戰並簽署協議。
2002年，沃斯帝國的太空船實用化，火星與月球間的運輸路線誕生。部分火星騎士無視自月球軌道撤退的命令，停戰協議因而由火星方面逕自毀約。

### 第一期
2014年，已经休战十餘年的地球与火星正在进行和平谈判。另一方面，基於地球與火星可能再戰的假設，格鬥技與人形戰鬥兵器先後進入地球的義務教育，居住於日本新蘆原市的高中生界塚伊奈帆，就是成長於市的其中之一。
於此同時，沃斯帝國公主婭賽蘭·沃斯·艾露西亞以親善大使的身份訪問地球，在其身後目送其離開的則是於地球出生而在火星上長大的少年斯雷因·特洛耶特（スレイン・トロイヤード）。然而，她的游行车队隨後在新蘆原市遭到恐怖分子的导弹攻击，前線的火星騎士将其视为地球的宣战公告，紛紛將停駐於地球衛星軌道的登陸城降落地球，對世界各國展開攻擊，地球與火星間的戰火再次爆發。
在逃難期間，伊奈帆保護了其實未被捲入恐怖攻擊的婭賽蘭，並在不斷擊退來襲的火星騎士的過程中向位在俄羅斯的地球聯合本部前進。另一方面，得知婭賽蘭生還的斯雷因向雷列加利亚皇帝報告此事並要求終止戰爭，但在決心要對皇族復仇的火星騎士扎茲巴魯姆（ザーツバルム）伯爵暗中作梗下，反而令皇帝正式對地球進行宣戰。之後透過斯雷因的行動了解公主生存事實的扎茲巴魯姆抹殺了同樣知道此事並想中止戰爭的庫魯提歐伯爵，並對地球聯合軍本部發動了襲擊。
在決戰的最後，婭賽蘭成功停止了扎茲巴魯姆登陸城的Aldnoah drive，但卻被扎茲巴魯姆開槍擊中而生死未明，而目擊此場景的斯雷因則悲憤的對扎茲巴魯姆開槍將其擊倒。最後，斯雷因對打算前往婭賽蘭身邊的伊奈帆開槍命中其頭部，第一期就在伊奈帆與婭賽蘭生死不明的情況下結束了。

### 第二期
在地球聯合本部的戰鬥已過了19個月的時間。於扎茲巴魯姆伯爵的登陸城內生死不明的婭賽蘭公主確認生還現身，並發表演說煽動火星騎士們持續對地球的戰爭。但這其實是婭賽蘭的異母妹蕾穆莉娜·沃斯·安沃斯假扮成姊姊所進行的演說，在其身旁的是已晉升為火星騎士的斯雷因，以及被斯雷因所救的扎茲巴魯姆。真正的婭賽蘭則受到斯雷因的保護，於生命維持裝置內昏迷不醒。
而在地球方面，戰艦丟卡利翁正準備出發前往宇宙的三叉戟基地進行支援。這時火星騎士亞克依姆攻來，其專用機的能力讓援護的甲冑騎士小隊陷入苦戰，此時，從垂死重傷中復原歸來的伊奈帆回歸戰線，以精確的戰術擊破了亞克依姆。兩天後，丟卡利翁進入宇宙，成功進入碎石帶的三叉戟基地，準備防禦由沃斯帝國的馬利涅羅斯基地發動的攻擊。在這宇宙的戰場上，伊奈帆再度遭遇了斯雷因。於兩個基地交戰期間，扎茲巴魯姆宣布收斯雷因為養子，但斯雷因心中對扎茲巴魯姆的恨意並未消減。在獲得其信任的情況下利用之前在戰場中佈下的陷阱謀害了扎茲巴魯姆，之後繼承了其地位成為伯爵。

## 登場人物

### 主要人物
界塚伊奈帆（聲：花江夏樹）
生日：2月7日；15歲→17歲；身高：164公分；AB型  機體：KG-6 SLEIPNIR（練習機愛用者，實際上是習慣駕駛練習機）
居住在地球上的高中生，新蘆原市立蘆原高等學校一年A班，學號98TM1337。和成為軍人的姐姐界塚雪兩人一起生活著。在校成績全學年第一的優等生，軍訓打靶、甲冑騎士駕駛等兵科訓練項目成績優異。而且會做料理，家務全能。各種情緒臉部反應都不大，被稱作面無表情（網友戲稱為面癱），性格極為冷靜。
官方設定和前傳小說中透漏：在天堂殞落事件中失去雙親，被姐姐界塚雪从廢墟中救出。與姐姐一同作为戰後孤兒大型養護設施“home”中長大。因利用陷阱把欺负自己的前辈傷至骨折（由於他們聲稱要打姐姐），六歲離開“home”與姐姐一起搬到新蘆原市生活。
在火星公主被襲事件發生當下，表情依然不動聲色，其實擁有在危險下極佳的判斷力以及觀察力。總是能夠首個發現危險並作出最佳判斷。逃亡中因親眼目睹起助的死亡，決定與火星騎士戰鬥。靠著觀察情報以及豐富的科學知識，即使駕駛處於弱勢的地球練習用機體KG-6 SLEIPNIR作戰，仍能做出令強大的火星甲冑騎士慘敗的戰術（也因為這原因被網友稱為伊神或是學霸）。在沃斯帝國正式向地球聯合展開全面戰爭時，向艦長自願申請成為甲冑騎士的駕駛員，編屬於界塚雪為隊長的甲冑騎士小隊「Mustang（野馬）」，編號Mustang-22。
故事初期婭賽蘭真面目知情者及隱瞞者之一。
在種子島（第7話）第一次遇到斯雷因並聯合作戰，因為在雙方的談話中可能將斯雷因誤認為成要暗殺公主的一份子，戰鬥成功後將斯雷因擊墜入海，直接造成斯雷因後來悲慘的遭遇。
地球聯合總部俄羅斯基地戰爭中，提出在總部淪陷狀態下，反過來入侵扎茲巴魯姆的登陸城強制停止Aldnoah反應爐的戰術。雖然運用以前與火星甲冑騎士交戰的經驗擊敗扎茲巴魯姆，但隨即被前來營救的斯雷因的THARSIS擊倒至Aldnoah反應堆室。第一季最終在與婭賽蘭、斯雷因、扎茲巴魯的混戰槍戰中重傷並失去左眼。
上半期結尾兩男舉槍對峙畫面中是在下方的身分，中槍的一方。
下半期經過1年9個月後現身時已晉升聯合軍少尉（同時也在這1年9個月中，為地球聯合收回大部份因火星騎士入侵而失去的領地，可以透過第二季十六集，大尉和醫生的對話中聽出），回歸杜卡利翁戰艦所屬部隊，編號變更為Mustang-00。因在曾在救治婭賽蘭過程中施以人工呼吸，以及在婭賽蘭被射擊時反濺到自己臉上的血液藉由姐姐界塚雪的淚水流入口中，從而獲得「Aldnoah」啟動因子。在事件過後成為地球聯合中唯一能啟動Aldnoah反應爐的地球人類。但同樣地，一旦伊奈帆死亡，就會造成Aldnoah反應爐停止運轉，結果令他也要背負著丟卡利翁戰艦上的命運，身邊之人亦不得不為此感慨。
1年9個月後性格變得較温和，在情緒和臉部表情上變得更為豐富。也在失去的左眼安裝上機械義眼，擁有誇張的運算能力，能夠計算彈道（包括在碎隕石帶中能精準射擊，但還是因為伊奈帆本身高超的射擊能力，配合義眼才能做到精準射擊）、監測心跳及測謊、連接由之前攻下的登陸城的火星機體資料庫、戰術網路，可藉由自身需要來自行透過傳輸增加新APP，但之所以會有這麼強大的功能並不是因為Aldnoah，而是因為伊奈帆將原本的基礎程序加強並加上將腦分給義眼使用藉此增加處理效能。在跟醫生複檢時被醫生勸止將腦分給義眼使用（當時大概是7：3，伊奈帆占七成義眼占三成），被醫生說白過度使用能力會侵蝕大腦神經並建議伊奈帆不要再擴大領域，雖然服藥能舒緩但會造成神經反映遲緩，但會導致義眼處理效能降低，因此伊奈帆為了不降低處理效能。因此在戰事頻繁的後期基本上都處於沒服藥的狀態。觀看婭賽蘭的宣戰演說時，隔著螢幕由公主話語中對地球的錯誤認知，確認那並不是婭賽蘭本人（因為伊奈帆曾在第六話對婭賽蘭解釋過天空的藍色並不是因為折射，而是「瑞利散射」的影響）回房後也藉由義眼和電腦來測謊，發現了螢幕前的婭賽蘭並不是真的婭賽蘭。
好友卡姆看著伊奈帆喪失一眼，駕駛KG-6 SLEIPNIR作戰，稱伊奈帆遭遇像是北歐神話的奥丁。
瑪祖魯卡被地球聯合俘虜監禁以後伊奈帆請求審問他，並告知她婭賽蘭公主被暗殺的真相、月面基地上的公主是冒牌貨等事實。當晚瑪祖魯卡逃獄時與萊艾協助他送到其登陸城附近給了糧食、地圖和指針叫瑪祖魯卡自行走回登陸城（以防止被聯合軍發現他幫助瑪祖魯卡逃獄），同時請求他將斯雷因的首飾交給婭賽蘭公主和調查斯雷因的目的。之後在與韻子看海時候向對方道歉並表示不希望對方被捲進來。
在一次與敵方的戰事中，遭到澤布林、拉斐亞及沃爾伽三人的圍攻，因沒想到火星騎士會聯手戰鬥（因為火星騎士一般都因為機體擁有 Aldnoah能力可以輕鬆擊倒地球機體和爭奪領地的關係，所以大多都是單獨作戰）加上沒有預備計畫而和丢卡利翁一同緊急撤退。而因為丟卡利翁的儀器都被破壞的關係，伊奈帆使用義眼來充當儀器，這時開始已經過度使用義眼。
其後在再戰時將義眼恐怖的運算能力展露出來，先是透過戰鬥數據來運算並推算出澤布林是左撇子，接著透過運算來推測出，隱形中並承載著ELECTRIS與SCANDIA的方位，並使用宇宙裝備的纜帶使座機和澤布林的ELECTRID處於相同電差以後從從上方攻擊，先將澤布林擊殺；隱形的SCANDIA因為機體腿部中彈導致行動不便，雖然反擊中擊中了座機，但仍被地球機體亂彈擊殺；原本以為沃爾伽的ORTYGIA機體能力是一般分身的伊奈帆在解析戰鬥數據隨即後發現分身全部都是本體，因而要求將全部甲冑騎士的火控交給自己，並且透過將所有甲冑騎士戰術網路全部連接到義眼上來同時控制全作戰部隊機體火控（扳機），最後在同時開火擊殺敵人所有分身。但因為此次太過度使用義眼再加上之前沒有節制的使用，導致開火完畢以後的一瞬間就立刻感受到劇烈的疼痛並導致左眼整個發紅。
月球基地攻防戰中潛入尋找真正的婭賽蘭公主，但因為前次過度使用的關係導致只要一運算就會感到劇痛，途中遇見斯雷因並與他遭遇交火，藉由射擊蒸氣管突破。在與婭賽蘭重逢後因過度使用義眼而昏迷，改由義眼來接管伊奈帆的身體使用權和說話能力來跟婭賽蘭傳話（因為過度大規模運算和使用導致大腦有極大部份分給義眼了，因此催生出了義眼人格）,從婭賽蘭跟義眼的對話中可察覺出與伊奈帆的些許情分。
第23話被帶回到丟卡利翁戰艦上在昏迷時被醫生生氣的罵說：「太亂來了！明明提醒過不可以再擴大領域了，居然還擴大，這孩子是想死嗎？」，醒來以後，捥拒姐姐界塚雪的勸說依然堅持參加決戰，在格納庫查看KG-6 SLEIPNIR的最終決戰裝備時被韻子看見又被勸說不要去參加決戰，並說不會發生像第一季十二集“頭部中彈還活著的奇蹟了”，但被卡姆諷刺說：「我們的生存機率比伊奈帆還更低呢。」但伊奈帆說：「大家都能夠活著回來，我的左眼說的。」以後参加月球的最后决戰。戰前還特意留給姐姐等人戰鬥數據（關於這點並沒有明確的說法，因為並沒有明確表示戰鬥數據是伊奈帆給的，也有一說是義眼人格給的）。在婭賽蘭繼承其爺爺（沃斯王國的國王）的皇位並宣布訴求和平的廣播以後，單刀直入攻到月球基地門口時，使原本要放棄戰爭的斯雷因有了能夠放下一切毫無顧忌的決鬥理由。透過座機的最終決戰裝備將THIRSIS的預知未來給破解同時也破壞了預知的天線，透過接近戰擊敗斯雷因以後，抓著了原本要自殺的斯雷因的THIRSIS兩機體抱著一起墜入地球大氣層，使用自己的甲冑騎士當隔熱層並且以最終決戰裝備的阻力傘來減速。EP.24的副標題—Inherit the Stars—指的是兩人。
在沙灘上對峙中成為了舉槍指著斯雷因的一方（宛如第一季十二集的兩人立場反轉版本，但當時斯雷因像扎茲巴魯姆伯爵一樣想尋死）。
在戰爭完結後因為“沒有必要再帶著”，摘除機械左眼，改為帶上眼罩。與唯一的家人─姐姐界塚雪都存活下來，仍以聯合軍軍人的身分活動。
少數知道斯雷因存活的關係者。在監獄中與斯雷因下國際象棋，雖然對方沒有反應。探訪斯雷因時說明自己拯救其性命是因為婭賽蘭公主的委托。
斯雷因·特洛耶特（Slaine Troyard，聲：小野賢章）
生日：1月11日；16歲→18歲；身高：170公分；A型 機體：SKYCARRIER→THARSIS（預測未來）
地球出身生活在火星上的少年，最后一代火星移民者。火星帝国公主婭賽蘭的侍從及童年玩伴，對公主抱有強烈的忠誠心及愛慕之情。
去世的父親特洛耶特博士是火星超古代文明研究人員，僅知道稱為皇室和親皇室伯爵之友人，父親死後由庫魯提歐伯爵扶養，但庫魯提歐以嚴苛且歧視的態度對待這個男孩。
因為出身地球受不少火星人歧視，未獲得沃斯帝國国民身份，僅有公主侍從及低層士兵的身分，婭賽蘭並不會跟其他火星人一樣以鄙視的態度看待斯雷因，經常教授婭賽蘭各種有關地球的知識。
駕駛運輸機SKYCARRIER把騎士托爾蘭的NILOKERAS運至新蘆原市，發現婭賽蘭並沒有因暗殺事件而身亡，從托尔兰口中得悉公主遭刺殺計畫的真相，毅然將其槍殺。
曾在沃斯皇帝暫時停戰時透過庫魯提歐的登陸城的「謁見之間」裝置謁見皇帝，並向其說明有關婭賽蘭公主被暗殺事件的一切，希望能停戰以全力救出公主，但因被扎茲巴魯捷足先登对皇帝的进言导致被皇帝怀疑，最終導致皇帝正式向地球方宣戰，不得不駕駛運輸機SKYCARRIER逃走。
在種子島首次遇到伊奈帆並聯合作戰，但戰鬥成功後被擊墜入海，被火星從海裡撈回後，連帶托尔兰死亡調查結果，庫魯提歐伯爵懷疑其是暗殺婭賽蘭公主的叛徒一夥，對斯雷因進行殘酷鞭打拷問持續很久。
害怕暗殺計畫真相被知道的扎茲巴魯姆，突襲登陸城殺掉庫魯提歐，帶走滿身傷痕的他。醒來以後即得知暗殺婭賽蘭公主的叛徒是扎茲巴魯姆，並獲扎茲巴魯姆請低下階級的自身吃雞排─伯爵階級特權的實體肉（火星飢荒），與庫魯提歐虐待的方式完全相反。在俄羅斯戰爭開始前，扎茲巴魯姆送給他原屬於庫魯提歐的甲冑騎士THARSIS，並告訴斯雷因自己決定做甚麼，想知道這少年這個情況下的會怎麼決定未來。
俄羅斯地球聯合總部戰爭中，地球軍隊入侵扎茲巴魯的登陸城時，轉乘THARSIS並在營救扎茲巴魯時擊倒伊奈帆的KG-6 SLEIPNIR至Aldnoah反應爐室。但隨即目睹婭賽蘭公主被扎茲巴魯姆槍擊以後，情緒失控並對扎茲巴魯姆連開數槍，但都未擊中他（實為沒有將其射殺）。上半期結局混戰槍戰中以槍擊中伊奈帆至重傷，僅發出腳步聲，下落不明。以後證實他反而強迫扎茲巴魯姆接受自己的效忠、並帶走性命垂危的婭賽蘭治療。
上半期結尾兩男對峙畫面中是在上方舉槍瞄準對方的身分，射中的一方。
1年9個月後已受到札茲巴魯姆伯爵提拔為騎士。教導著成為婭賽蘭替身向地球宣戰的蕾穆莉娜二公主各種有關地球的知識。將生命維持槽中昏睡的婭賽蘭視為主君。雖受到蕾穆莉娜（妹妹）的愛戀，但他的心仍在昏迷的婭賽蘭（姐姐）身上。
於兩個基地交戰前獲扎茲巴魯姆公開宣布收為養子，其實看得出來札茲巴魯姆之前就很喜歡他。但收為養子以前先利用預測未來能力製作對付伊奈帆的陷阱，然後在戰場上以陷阱反過來暗算扎茲巴魯伯爵。義父死後繼承其爵位，最高階級軌道37騎士之一，襲名「斯雷因·扎茲巴魯·特洛耶特」。以父親遺志拉攏其他軌道騎士積極進攻地球。單機擊破地球聯合在碎隕石帶難攻不下的基地，獲得月面基地所有士兵的支持及忠誠。
巴魯庫魯斯伯爵對他的評語：「可憎的流浪犬（地球種），如今已經變成狼了」，可能是在暗示斯雷因為對應北歐神話中巨狼芬里爾的角色。
與歧視自己身為地球種的馬瑞羅尚伯爵提出的決鬥中勝出，繼承對方登入城及一切財產。決鬥的結果令斯雷因得到不少軌道騎士支持。再讓蕾穆莉娜二公主以婭賽蘭的身份公告全世界將下嫁自己，公開在地球建國的宣言，追隨新帝國的騎士將在地球合法得到原佔領的土地所有權，一口氣獲得至高權力跟追隨者。
在婭賽蘭醒後將她藏起來並細心呵護，但對於界塚伊奈帆和婭賽蘭的回憶很是受傷。
對著假冒成蕾穆莉娜（妹妹）的婭賽蘭（姐姐）說出自己的目的，認為婭賽蘭並不知道自己的希望的結果是甚麼，不惜一切手段製造出能包容公主的國家，並強迫公主接受，面對恢復記憶的婭賽蘭拿槍指著自己以及協助的蕾穆莉娜，強硬將兩位公主軟禁。
月球基地攻防戰中下令保護兩位公主。以後親自迎擊伊奈帆，但被伊奈帆藉由射擊瓦斯管突破。解決了襲來的地球军暗杀小队以後拾回自己當初給予婭賽蘭公主的首飾。
在向軌道騎士宣布發動与地球最后总决战的演說時，突然被婭賽蘭公主的强制广播打断，並由於其下嫁克蘭凱因的關係，而有眾多原本支持自己的軌道騎士轉為持觀望態度。在婭賽蘭公主的廣播完結後，命令所有人撤離月面基地，並打算獨自留守，在所有人離開後自爆。但其後由於部下返航奋战到底的精神所打动，以及看見伊奈帆在基地外駕駛機體的動作而改變主意，選擇與伊奈帆決戰。機體重創後靠在一起的兩機體被地球引力拉扯墜入大氣層下，受到伊奈帆準備的隔熱裝備所保護。
掉落海中大難不死，在沙灘上對峙中成為被伊奈帆舉槍指著的一方，向對方指示射擊以求死。
在戰爭完結後，地球聯合對外宣稱其為引發戰爭的主謀，已經戰死。其實是作為進一步擴大戰火的戰犯秘密受監禁在聯合軍某監獄中，在獄中失去生存意志。
詢問探監的伊奈帆為何不將自己殺了，在被告知自己的性命是婭賽蘭公主委托伊奈帆拯救後落淚。
婭賽蘭·沃斯·艾露西亞（Asseylum Vers Allusia，聲：雨宮天）
生日：9月20日；15歲→17歲；身高：155公分；O型
「沃斯帝國」的第一皇女，為第一代皇帝的孙女。
能使用全息影像技術將自己的容貌、髮色及服裝更改，算是一種光學迷彩。還会一點防身术。
对与地球的和平共处充满期望，并为此付出努力。標準的理想主義者，雖缺乏常識但卻有一定的膽識。
以和平使者的身份前往地球進行訪問時，在路上遭受火星勢力安排在地球刺殺公主製造戰爭借口攻擊地球的成員襲擊，生死不明。其後說明因不能適應地球重力，所以在遇襲的車上的是替身而不是本人。
火星骑士发动袭击后，利用光學迷彩变装为褐色短发与侍女混入伊奈帆一行的避难队伍中。在伊奈帆一行人對抗托爾蘭時曾短暫回復真面目，為伊奈帆等人爭取時間。
在種子島表明自己的身分後，借出自己的「Aldnoah」啟動因子來驅動藏在種子島地底下的火星浮游式戰艦「丟卡利翁」。了解自己對這場戰爭的責任並將其背負，決定不惜與沃斯帝國臣民為敵，計劃進入扎茲巴魯姆的登陸城將登陸城的Aldnoah反應爐強制關閉，後隨丟卡利翁的特攻進入登陸城。在成功關閉登陸城的Aldnoah反應爐後協助受傷的伊奈帆脫離駕駛艙時，被身後的扎茲巴魯姆開槍擊中背部和頭部重傷。
事件後因斯雷因脅迫重傷的扎茲巴魯姆，而得以帶回沃斯帝國月面基地醫治。一直處於昏迷狀態，其身份由蕾穆莉娜公主取代（以全息影像偽裝成她，並向外發表演說）。
其後因蕾穆莉娜調整維生儀器而甦醒，並於斯雷因的登陸城內休養，但失去部分記憶。以後在獲得從瑪祖魯卡那拿到了斯雷因的首飾後取回記憶，並利用光學迷彩假冒蕾穆莉娜公主以與斯雷因進行對話。在對話中發現斯雷因的陰謀並認為斯雷因的心態改變，並隨即解除自己的偽裝並以手槍威脅斯雷因停止侵略地球，但最終未果並在隨後被斯雷因軟禁。
在月球基地攻防戰，同妹妹被潛入基地的地球聯合暗殺部隊追殺，在危機時與同樣進入基地的伊奈帆短暫重逢。之後在逃亡時受到皇帝直屬派的克蘭凱因伯爵所救，乘搭其運輸艦在槍林彈雨中逃離月球，打算返回火星與同派系的瑪祖魯卡伯爵登陸城合流，使用覲見之間與臨終的爺爺雷利加利亞皇帝對話，受託帝國一切並了解到爺爺對地球怨恨與崇景中的矛盾。趕在斯雷因發動對地球的總決戰宣告演講時，插入通用頻道強制廣播，宣佈登基「沃斯帝國女王」，並將下嫁與克蘭凱因伯爵，希望火星可以和地球獲得和平，令要開始攻擊的軌道騎士停止動作。
最終在戰爭完結後與地球聯合政權一方締結和平協定，決定出產作為友好的証明「Aldnoah一號爐」至地球並參加其啟動儀式，以加快地球戰后重建。且媒體認為其有助於與已經佔領地球部分區域的軌道騎士妥協，退還土地給地球方面。
最後在伊奈帆與斯雷因的對話中提到，婭賽蘭在月面基地與伊奈帆重逢時，委托伊奈帆一定要拯救斯雷因的性命。

### 地球聯合

#### 一般市民
莱艾·阿里亞修（Rayet Areash，聲：三澤紗千香）
生日：8月24日；16歲→18歲；身高：158公分；A型 機體：KG-7 AREION
居於新蘆原市的少女。
真正身份是火星人。其父亲一夥是火星人安插在地球、長年潛伏的特務，在製造婭賽蘭公主暗殺事件後被托爾蘭驾驶的火星甲冑騎士灭口。目睹過程而且唯一倖存的她也遭到追杀，在躲避途中碰巧被鞠戶孝一郎及界塚雪所在的部隊碰上而獲救，以後與伊奈帆等人一起行動。對自己的雙重身份感到困惑，加上父親被害使她對所有火星人極度感到不信任與仇視。
自稱沒有上過學，但具有很高的軍事素養。由於在艱苦的環境中成長，具備一定的駕駛技術和戰鬥能力，為可靠的戰鬥夥伴。會駕駛甲冑騎士，也會操縱各種武器。為婭賽蘭公主身份的最早知情者之一，並嫉妒她身為火星人，卻能與地球人建立友誼的事實。
第9話中被仇恨所支配，一時衝動以下襲擊婭賽蘭，使其失去意識，令艦上的Aldnoah drive停止運轉。懊悔之下公開自己的火星人身份並企圖舉槍自盡時被伊奈帆阻止，並被伊奈帆接納為同伴。以後因其行為而被禁閉於艦上的禁閉室。
在扎茲巴魯姆軍襲擊地球聯合軍總部時搭上一部失去駕駛員的甲冑騎士來掩護婭賽蘭乘上杜卡利翁戰艦，隨後保護愛德爾麗卓離開。途中卻遭遇DIOSCURIA的子機，被DIOSCURIA的子機擊敗，卻因DIOSCURIA的合體而撿回一命。
在入侵扎茲巴魯姆的登陸城作戰後正式徵召為甲冑騎士的駕駛員，編號Mustang-22，與韻子、尼娜的交流有所增加。雖仍被地球聯合軍視為火星人並且輕視，但無阻其決心。
瑪祖魯卡逃獄時與伊奈帆協助他送到其登陸城外。
最终决战中藉由伊奈帆留下的戰鬥數據击败了巴魯庫魯斯。
结局时前往墓地缅怀亡父，再前往后与韵子等朋友一起参观Aldnoah反应炉驱动典礼。
網文韻子（聲：小松未可子）
生日：4月11日；16歲→18歲；身高：165公分；A型 機體：KG-6 SLEIPNIR→KG-7 AREION
伊奈帆的同學、青梅竹马，班长，芦屋高中的学生会委员，成绩优秀，家里经营着伊奈帆从小常去的定食屋。
性格開朗大方，為人正派，成績優秀，但亦有討厌输的好强一面，目标是在下次的定期测验里从伊奈帆那夺回年级第一的宝座。
行動力強，拥有很高的驾驶天赋。在對火星甲冑騎士作戰中，可看出遠程射擊能力十分精湛。但是做事情太公式化及較缺乏隨機應變能力，致使在實際上場時容易手忙腳亂。
在沃斯帝國正式向地球聯合展開全面戰爭，被正式徵召為甲冑騎士的駕駛員，編入界塚雪的「Mustang」小隊，編號Mustang-11。
第一期第9话中对于雪姐所谓伊奈帆的恋爱表达引起疑似吃醋的举动。
在入侵扎茲巴魯姆的登陸城作戰中，掩護婭賽蘭關閉登陸城的「Aldnoah drive」，以後與雪將中槍重傷的伊奈帆帶回杜卡利翁戰艦。
在入侵扎茲巴魯姆的登陸城作戰後，繼續擔任著杜卡利翁戰艦的AREION駕駛員。傷愈歸隊的伊奈帆回歸杜卡利翁戰艦所屬部隊時以一面歡喜迎接。
在宇宙與火星軍交戰時，抓著從KG-6 SLEIPNIR射出的纜繩，將與DIOSCURIA II交戰中的伊奈帆千鈞一發的救下。
瑪祖魯卡逃獄時發現伊奈帆與莱艾協助他送到其登陸城外，但並無告發。
在月球基地攻防戰被指派協助伊奈帆。
在第23话请求伊奈帆不要参加总决战，但被拒绝。
最终决战中藉由伊奈帆留下的戰鬥數據击退巴魯庫魯斯。
结局时前往参观Aldnoah反应炉驱动典礼。
加姆·格拉弗特曼（Calm Craftman，聲：村田太志）
生日：1月23日；15歲→17歲；身高：175公分；B型 機體：KG-6 SLEIPNIR（在正式徵召為甲冑騎士的整備師前）
伊奈帆的同學兼好友，学業成绩不佳，個性爽朗。因好友箕國起助的死，而開始對火星人抱有強烈的敵意，行動與態度也變得積極起來。
在沃斯帝國正式向地球聯合展開全面戰爭，而被正式徵召為甲冑騎士的整備師（雖然本人想當駕駛員，但因為在校駕駛方面的成績並不理想）。
第12話在杜卡利翁戰艦撞擊登陸城後負傷。
在入侵扎茲巴魯姆的登陸城作戰後，升為整備長並在格納庫保持活躍著。
第23话安慰韵子不用担心伊奈帆。並自己成功強化伊奈帆的KG-6 SLEIPNIR為最終決戰型。
结局时前往参观Aldnoah反应炉驱动典礼。
尼娜·克萊因（Nina Klein，聲：加隈亞衣）
生日：3月2日；15歲→17歲；身高：158公分；O型
伊奈帆的同學，韻子的好友，家教良好，性格天然，其家鄉在15年前因天堂殞落（Heaven's fall）毀滅後搬到新蘆原市。
在鞠戶的提議下加入搜索及拯救難民的行列。在乘搭海神號後擔任舵手，宣戰佈告後編入軍隊，放棄海神號後轉移到飛行戰艦丟卡利翁繼續擔任該職位。
第十二話在杜卡利翁戰艦撞擊登陸城後負傷。
在入侵扎茲巴魯姆的登陸城作戰後，繼續擔任杜卡利翁戰艦的舵手。由於“軍服不可愛”而仍穿上學生服裝，在達爾扎娜艦長的允許下可不穿軍服進行職務。對於婭賽蘭公主的態度變化感到困惑。
结局时前往参观Aldnoah反应炉驱动典礼。
箕國起助（聲：山谷祥生）
生日：7月15日；16歲；身高：170公分；A型
伊奈帆的同學兼好友，暱稱阿助，非常喜欢漂亮的女孩子。
在逃離NILOKERAS的追擊時嘗試在高速行駛的狀況下離開裝甲車去拯救因傷昏迷在AREION內的界塚雪時，因NILOKERAS的重踏而被拋出裝甲車，而被NILOKERAS的次元護盾分解當場死亡，成為伊奈帆決心對抗火星甲冑騎士的契機。
祭陽希咲（聲：河西健吾）
生日：10月3日；17歲→19歲；身高：170公分；A型
蘆原高校的學生，伊奈帆的前輩。與地球聯合軍匯合後成為海神號、杜卡利翁戰艦的通訊兵。
第十二話在杜卡利翁戰艦撞擊登陸城後負傷。
在入侵扎茲巴魯姆的登陸城作戰後，繼續擔任杜卡利翁戰艦的通訊兵。
结局时前往参观Aldnoah反应炉驱动典礼。
詰城祐太朗（聲：齊藤壯馬）
生日：4月25日；17歲→19歲；身高：176公分；B型
伊奈帆的前輩，祭陽希咲的同級同学，似乎喜歡尼娜。與地球聯合軍匯合後成為海神號、杜卡利翁戰艦的領航員。
第十二話在杜卡利翁戰艦撞擊登陸城後負傷。
在入侵扎茲巴魯姆的登陸城作戰後，繼續擔任杜卡利翁戰艦的領航員。
结局时前往参观Aldnoah反应炉驱动典礼。
耶賀賴蒼真（聲：鳥海浩輔）
生日：7月2日；28歲→30歲；身高：180公分；O型
居於新蘆原市的醫生，專職於外科與精神科，認識伊奈帆與蘆原高校學生。
戒除鞠戶酒瘾的主診醫生，與伊奈帆匯合後在艦上從事醫療活動，現在治療因PTSD症狀所苦的鞠戶。
第十二話在杜卡利翁戰艦撞擊登陸城後負傷，但不影響他醫治他人。
在檢查戰鬥勝利以後的鞠戶時，認為鞠戶並非依舊無法克服PTSD，而是以故意回想起那段記憶的自主式震撼療法、作為在劣勢中意識模糊時支持自己繼續戰鬥下去的理由，即便自身毫無發覺。
杜卡利翁戰艦在定期補充和人員補充調派時正式成為軍醫，階級為少尉。
结局时似乎在治疗蕾穆莉娜公主的雙腳和參觀Aldnoah反應爐驅動典禮。

#### 軍人
界塚雪（聲：大原沙耶香）
生日：8月18日；21歲→23歲；身高：168公分；B型 機體：KG-7 AREION
伊奈帆的姊姊，階級為准尉，擔任高中的軍事教練的教官，於海神號及杜卡利翁戰艦上擔任甲冑騎士小隊「Mustang（野馬）」的隊長（Leader）。參軍原因是希望自己能守護伊奈帆和他所居住的世界。
「天堂殞落」事件中將弟弟伊奈帆救出，但雙親不幸遇難。因父母雙亡而與伊奈帆相依為命，而且深愛著伊奈帆。一直以來由她照顧弟弟，但由於不擅長家務而基本由弟弟進行。性格較明亮活潑，情感亦較明顯，與極為冷靜的弟弟形成對比。喜歡上湯煎蛋捲，被伊奈帆取了“埃吉婭”的外號。
與火星甲冑騎士展開戰鬥後落敗处于重伤昏迷状态。醒来以後，左臂骨折无法作战，在伊奈帆的作戰計劃中負責疏散同行的避難市民。在船上经过耶贺赖苍真医生的帮助以机械骨架辅助恢复左臂机能後返回職務。
從新蘆原市後逃脫以後以率領伊奈帆與韻子的隊長，編號Mustang Leader。雖然有時會夾帶著對弟弟的感情，但理解伊奈帆的能力和個性，亦會尊重其獨斷行動時的個人意志。
在入侵扎茲巴魯姆的登陸城作戰中，掩護婭賽蘭關閉登陸城的「Aldnoah drive」。以後與韻子將中槍重傷的伊奈帆帶回杜卡利翁戰艦，但在治療設備在地下避難所而杜卡利翁戰艦的「Aldnoah drive」無法啟動以下陷於絕望。但其淚水正好滴下婭賽蘭被射擊時反濺到伊奈帆臉上的血液並流入口中，令伊奈帆獲得「Aldnoah」啟動因子從而重新啟動杜卡利翁戰艦的「Aldnoah drive」。
在入侵扎茲巴魯姆的登陸城作戰回歸後，左手已康復。似乎因再三請求上級把伊奈帆調離軍隊，結果被調離杜卡利翁戰艦。與鞠戶同樣留在地球上的中東地區部隊，之後與回到地球的杜卡利翁戰艦會合時已經接受了。雖因階級不變而在已升為少尉的伊奈帆之下，但共同作戰時兩姐弟的關係仍保持不變如初。
在第23話請求伊奈帆不要參加總決戰，但即使知道被拒絕以後也尊重他的决定，並约定战争结束后一起吃饭，拥抱着说出希望彼此存活的话语。
最终决战中藉由伊奈帆留下的戰鬥數據击退巴鲁库鲁斯。
结局时与伊奈帆繼續在軍中服役。
鞠戶孝一郎（聲：中井和哉）
生日：6月2日；37歲→39歲；O型；身高：183公分 機體：KG-7 AREION
階級為大尉。15年前目睹了火星甲冑騎士壓倒性的力量而感到绝望，对政府隱瞞當年真相、教唆学生百姓举起武器与火星抗战而表示不满，經常在工作時飲酒。
雖然操纵甲冑騎士的实力高人一等，但仍無法彌補地球与火星甲冑騎士間巨大的技术鸿沟，在第二話與NILOKERAS對戰時雖被擊敗但逃過死劫。雖然平常給人很不認真的態度，但做為軍人可以說是標準的模範。在火星騎士襲擊時，比起交戰，更優先於救助及保護平民。
由於先前慘敗NILOKERAS憶起15年前的恐懼，又知曉馬克芭蕾吉艦長是當年陣亡戰友的妹妹，導致PTSD惡化；在火星騎士來襲時已無法正常啟動甲冑騎士迎戰，甚而在駕駛艙昏厥。在接受耶賀賴蒼真的PTSD治療，憶起15年前種子島事件：種子島駐軍戰車隊完全不敵火星甲冑騎士DEUCALION，戰友休姆雷被困在燃毀的戰車殘骸中導致全身著火，要求鞠戶將其槍殺以得到解脫，成為了鞠戶的心理陰影。
被達爾扎娜委任為強襲隊編製及負責指揮部隊的攻擊調度工作。
在入侵扎茲巴魯姆的登陸城作戰後，以「會想起舊傷口」的理由離開了杜卡利翁戰艦，並與雪改屬於中東地區的部隊，編號改為甲冑騎士小隊「Clydesdale（克萊茲代爾）」的隊長（Leader）。
在與馬祖魯卡伯爵的SIRENUM戰鬥裡再度回想起過去的心理創傷，最終在伊奈帆與杜卡利翁戰艦的精準砲擊支援才取得勝利。之後與回到地球的杜卡利翁戰艦會合，於事後在耶賀賴醫生的檢查下感覺自己仍未克服PTSD。
最终决战中藉由伊奈帆留下的戰鬥數據击败哈库莱特，摧毁其浮游炮。
结局时担任迎接火星女王再次访问地球的军方解说员。
達爾扎娜·馬克芭蕾吉（Darzana Magbaredge，聲：茅野愛衣）
生日：12月29日；27歲→29歲；身高：170公分；O型
階級為上校，第四護衛艦隊所屬兩棲突擊艦「海神號」艦長。於第三話登場，對鞠戶孝一郎抱有興趣，加入對界塚一行人的營救行列。
知道鞠戶孝一郎是15年前種子島事件的倖存者，而且在第六話時舰长告知鞠戶，他的陣亡摯友休姆雷便是其兄，喪失唯一親人的她被馬克芭蕾吉家族收養。一開始认為鞠户孝一郎当年害死了哥哥。
於種子島的隱蔽船塢棄置因HELLAS的攻擊而嚴重受損的海神號，並換乘隱蔽船塢裏的飛行戰艦「丟卡利翁」。
扺達地球聯合總部後從耶賀賴蒼真處得到鞠戶的PTSD病歷，瞭解到鞠戶對殺死休姆雷一事的悔恨。
指揮杜卡利翁戰艦逃出被攻陷的地球聯合總部並對扎茲巴魯姆登陸城展開強襲作戰，船艦被扎茲巴魯姆擊墜時毅然下令以艦身撞擊登陸城，並且在撞擊登陸城後負傷。
在入侵扎茲巴魯姆的登陸城作戰後依舊擔任杜卡利翁戰艦的指揮官。
结局时前往参观Aldnoah反应炉驱动典礼。
不見咲薰（聲：嶋村侑）
生日：5月14日；25歲→27歲；身高：166公分；B型
階級為中校，第四護衛艦隊所屬兩棲突擊艦「海神號」副艦長。
有著想到什麼就說什麼的直接個性，處事態度慎重保守，因此常被馬克芭蕾吉艦長調侃其沒人追求種種理由，而不見咲也冷靜的美化理由來回應艦長。
第十二話在杜卡利翁戰艦撞擊登陸城後負傷。
在入侵扎茲巴魯姆的登陸城作戰後依舊擔任杜卡利翁戰艦的副艦長。
结局时前往参观Aldnoah反应炉驱动典礼。
筧至剛（聲：古川慎）
生日：6月24日；24歲→26歲；身高：172公分；O型
地球聯合的軍人，階級為軍曹。為海神號的航海工程師。
第十二話在杜卡利翁戰艦撞擊登陸城後負傷。
在入侵扎茲巴魯姆的登陸城作戰後依舊擔任杜卡利翁戰艦的航海工程師。
結局時前往參觀Aldnoah反應爐驅動典禮。
約翰·休姆雷（John Humeray，聲：细谷佳正）
地球联合军的军人，鞠户孝一郎的战友。
15年前與鞠户在种子岛遭遇火星甲冑騎士丟卡利翁，大敗後因大腿被卡住而无法从燃燒的坦克中脱出，向鞠户提出了对自己开枪給他解脫的请求，陣亡。
妹妹是达尔扎娜·马克芭蕾吉（达尔扎娜·休姆雷）。
界塚實奈茂
前傳小說中的角色，界塚雪和伊奈帆的父親，階級為中佐，陣亡。
為超空間門破壞的執行者，當時去破壞超空間門，但成功破壞超空間門以後，與二代皇帝同時身亡。
不料超空間門被炸毀後暴走了，月球碎片掉到了地球上引發了「天堂殞落」，亦導致在地球上界塚雪和伊奈帆的母親不幸被波及身亡。

### 沃斯帝國

#### 皇族
雷列加利亞·沃斯·雷爾沃斯（レイレガリア・ヴァース・レイヴァース，聲：小川真司→菅生隆之（23話））
生日：6月15日；70歲→72歲；身高：185公分；B型
沃斯帝國的初任皇帝，婭賽蘭的祖父。
當初是被派遣至火星的調查團的其中一人，但對地球感到反感，利用地球方面以簡陋的生活物資敷衍開拓民的舉動加以煽動開拓民並於火星建國。之後因健康問題而讓位予其子基爾澤利亞，但因其子戰死而重祚。
發現古代火星文明的「Aldnoah」科技之人。經長年累月的工作後成功啟動「Aldnoah」，並被「Aldnoah」認定為繼承者，把「Aldnoah」的啟動因子與其基因結合。
對火星騎士們未回報就擅自向地球開戰不滿，第五話繞過在地球作戰的火星騎士，直接向地球聯合政府提出暫時停戰，但其後因本身對地球人的反感，加上扎茲巴魯姆的諫言而向地球方正式宣戰。
第二季時因為病情加重，需要仰賴呼吸器才能維持生命，甚至在第23话中精神已有些错乱，最終留下「要成為一位好公主，指導人民的幸褔」的遺言給婭賽蘭後病逝。
基爾澤利亞（Gilzeria）
沃斯帝國的第二任皇帝，雷列加利亞的兒子，婭賽蘭、蕾穆莉娜的父親。
信奉Aldnoah的力量，登基後一味地大力發展工業，将支配Aldnoah的皇族的权力绝对化，漠視民生，对民众的苦难充耳不闻。
同時以各種宣傳，把民怨的矛頭指向地球，煽動沃斯民眾。可怕的是，民眾一概支持其胡言亂語，認為自己才是優秀的民族。並且還煽動騎士侵略地球。
於1999年向地球宣戰，在天堂殞落（Heaven's fall）發生後戰死。
蕾穆莉娜·沃斯·安沃斯（Lemrina Vers Envers，聲：夏川椎菜）
第二季登場。皇帝的孫女之一，二代皇帝基爾澤利亞（艾瑟依拉姆的父亲）的私生女，生母为地球人，婭賽蘭同父異母的妹妹。因雙腳不良於行而只能仰賴輪椅行動，喜歡在低重力環境下可以自由行動的感覺。
因為母親與姐姐婭賽蘭的不同而受到冷遇，之後受到扎茲巴魯姆伯爵的庇護。憎恨著制定了嚴格的階級制度的祖父與自己的血脈。第16話自稱“基爾澤利亞（薇瑟的第二代皇帝）在月球犯錯生下的女兒”。
利用全像攝影技術變化為姐姐的外表，煽動著火星勢力發動與地球間的戰爭。對斯雷因有好感，並企圖繼承（奪走）姐姐所擁有的一切。
第18话以婭賽蘭的身份下嫁斯雷因并称帝建国。
第20話發現婭賽蘭公主從水槽失踨，並於第21話與斯雷因對話時，揭曉對方為大騙子。同話拿手槍脅持婭賽亞公主並且公開所有真相，婭賽亞公主與與斯雷因對話後亦且出現，而斯雷因已經脱離帝國而將兩位公主軟禁。
在第22话月球基地攻防戰中逃亡，途中为了避免拖累姐姐而自愿留下。
在第24话被斯莱因放入航天飞机逃走，结局时似乎在耶贺赖医生处医治雙腳（医治這點僅疑似）。
除了斯雷因、已死亡的扎兹巴鲁姆和極少人士外，沒人知道她在月面基地上的事。

##### 火星騎士、貴族
庫魯提歐（Cruhteo，聲：速水獎）
生日：3月26日；37歲；身高：187公分；A型
火星騎士之一，是屬於37家族的騎士。爵位為伯爵。與另一名火星伯爵扎兹巴鲁姆是盟友（但其實在被對方利用）。專用機為「THARSIS」。
雖然內心反對婭賽蘭的地球訪問，但对公主忠心耿耿，对公主被火星势力利用制造开战藉口的情况并不知情。
因為深受先帝基爾澤利亞的反地球思想所影響，因此瞧不起地球出身的斯雷因。
開戰後以登陸城降落地球，佔領東京。
於第八話透過拷問斯雷因得知婭賽蘭依然活著，但準備調查反叛火星勢力時卻被扎茲巴魯姆駕駛甲冑騎士襲擊，在領悟到對方就是反叛者的真相後遭到抹殺。
扎兹巴鲁姆（Saazbaum，聲：大川透）
生日：8月7日；43歲→45歲；身高：190公分；AB型
火星騎士之一，是屬於37家族的騎士。爵位為伯爵。主張對地球聯合發動戰爭的強硬派，但同時對沃斯皇族亦懷有恨意。為展開對地球一方的全面戰爭，不惜透過位於地球的火星勢力特務來對婭賽蘭進行暗殺行動。專用機為「DIOSCURIA」。
婭賽蘭的死成為契機，使他能實現開戰的願望，並煽動其他火星騎士對地球展開侵略。其後為消滅証據，不但指示托爾蘭對實施暗殺的特務進行滅口，並將有活口隱匿的新蘆原市進行隕石轟炸。因斯雷因所傳回托爾蘭死亡的訊息，懷疑內容不單純。在斯雷因要向沃斯皇帝進言的行動，搶先一步掌握沃斯皇帝對地球復仇的意志來否決斯雷因帶來的真相，從而在會談中得知公主未死。
駕駛專用機DIOSCURIA偷襲庫魯提歐的登陸城，殺死庫魯提歐伯爵並帶走重傷昏迷的斯雷因。
曾在「天堂殞落」事件中被斯雷因的父親─特洛耶特博士拯救的恩情，並向在其登陸城療養的斯雷因公開自身為暗殺公主事件的主謀。其後再度說明15年前沃斯帝國的第二任皇帝為了解決火星上自然資源的缺乏而煽動火星騎士向地球發動侵略戰爭，然後戰爭中發生的天堂殞落事件使很多人、包括自己的未婚妻喪命，認為這個責任必須由沃斯皇族承擔，而婭賽蘭公主就是祭品，此次戰爭亦是自己為未婚妻的復仇。
指揮登陸城進軍婭賽蘭公主所在的地球聯合總部，並以DIOSCURIA的本機擊落位於平流層的杜卡利翁戰艦。
被伊奈帆擊敗後對公主槍擊，而遭到憤怒的斯雷因連開數槍至重傷。
事件後在斯雷因的脅迫與救助下生還，利用蕾穆莉娜公主變化為婭賽蘭的外貌唆使其他火星騎士向地球發起戰爭，並提拔斯雷因成為火星騎士。
其實早已有將斯雷因收為養子的打算，在為了保護斯雷因而順勢於其他伯爵以及眾人面前宣布收其作養子。但之後在與地球軍交戰時被斯雷因在與伊奈帆開戰前所設的陷阱命中；在聽到斯雷因的告白以及道別後欣然地迎向第二波的死亡陷阱，隨同DIOSCURIA II的爆炸死亡。其對公主的監護權由斯雷因直接繼承。
托尔兰（Trillram，聲：櫻井孝宏）
生日：11月15日；25歲；身高：185公分；O型
火星騎士之一。爵位為男爵。庫魯提歐的食客，實為扎茲巴魯姆的部下。專用機為「NILOKERAS」。
視地球人為鼠輩，性格非常殘忍，對於單方面的屠殺地球人感到愉悅。
火星公主恐怖襲擊事件的黑幕之其中一人，並駕駛專用機將暗殺實施者給滅口，但其中一名實施者的女兒萊艾的逃脫而展開追殺。
在追殺期間機體被伊奈帆等人擊破機體，這之中目睹仍活著的婭賽蘭公主，企圖再次展開刺殺計畫，但被得知其陰謀的斯雷因給槍殺。
弗拉德（Vlad，聲：安元洋貴）
生日：4月1日；44歲；身高：182公分；B型
火星騎士之一。爵位為騎士。逗留在庫魯迪歐的登陸城當中，在戰鬥中討厭使用槍械之類的遠距離武器（覺得很不風雅），只使用刀劍等武器進行戰鬥。專用機為「ARGYRE」。
駕駛ARGYRE襲擊登陸艇停泊的港口，被伊奈帆一行人以貨櫃破壞機體頭部的監視器，又受到前來支援的「海神號」攻擊而撤退。
及後在第五話為一雪前恥，無視火星方面的暫時停戰佈告，強行登上海神號。其後在戰鬥期間與伊奈帆的機體一同掉落大海，因ARGYRE的太刀（高熱的等離子體）接觸海水並急速蒸發而發生水蒸汽爆炸（沸騰液體膨脹蒸氣爆炸）。
費米安（Femieanne，聲：甲斐田幸）
生日：2月14日；28歲；身高：173公分；A型
火星騎士之一，是屬於37家族的騎士。爵位為伯爵。女性，第一人稱為「奴家（わらわ）」。專用機為「HELLAS」。
在伊奈凡等人前往種子島時攻擊擅闖入自己領地的海神號。與伊奈帆交戰時被其小隊擊落HELLAS所有的飛拳，自機突擊時被隱藏於種子島的飛行母艦杜卡利翁戰艦碾壓而受到嚴重損害，被萊艾駕駛的AREION狙擊機體陣亡。
沃蕾因（Orlane，聲：能登麻美子）
火星騎士之一。爵位為子爵，扎茲巴魯姆的未婚妻。專用機為「DEUCALION」。
15年前與扎茲巴魯姆一同降落在種子島，遭遇Heaven's Fall，由於反重力裝置受到了時空扭曲的影響，無法從種子島逃離。
在外傳漫畫中已確定沃蕾因在「Heaven's Fall」事件後存活下來並被地球聯合軍俘虜，並半合作幫地球聯合軍開發杜卡利翁戰艦。在杜卡利翁戰艦建造完成之前都活着，而在这段期间她被禁闭並與地球聯合軍采取了合作態度。而在欧蕾因死后，地球聯合軍放弃了对杜卡利翁戰艦的後續开发。
亞克依姆（Yacoym，聲：興津和幸）
第二季登場。火星騎士之一。爵位為男爵。專用機為「Elysium」。
個性平穩溫和，駕駛其專用機襲擊杜卡利翁戰艦時會毫不留情的擊殺敵人，在伊奈帆以戰術破解Elysium的能力並被逼近至眼前時對其表現加以讚賞後從容接受失敗戰死。
巴魯庫魯斯（Barouhcruz，聲：竹内良太）
第二季登場。火星騎士之一，是屬於37家族的騎士。爵位為伯爵，專用機為「Octantis」。
雖然最初與馬瑞羅尚一樣討厭身為地球人的斯雷因，但在見識到斯雷因的功績後改變態度、另眼相待。
陪同馬瑞羅尚伯爵前往月面基地；擔任決鬥的見證人。
于第24话时，最终决战前抗拒斯雷因的安排，选择拼死一搏。随后败于「Mustang（野馬）」小队，机体右手破损。在向杜卡利翁戰艦发动自杀式冲锋时遭火力拦截而阵亡。
馬瑞羅尚（Marylcian，聲：千葉進步）
第二季登場。火星騎士之一，是屬於37家族的騎士。爵位為伯爵，專用機為「Herschel」。
討厭身為地球人的斯雷因，認為沒有登陸城的火星騎士沒資格稱為伯爵。
直接來到兩位公主所在的月面基地，為取得斯雷因偽公主的監護權而對斯雷因提出決鬥申請。雖然在決鬥中一度以複數遠距無線攻擊機的全方位同時攻擊佔盡優勢，但隨後被斯雷因誘導至資材運輸通道後作出反擊落敗。最後被摘掉機體的頭部使駕駛艙門撬開、拋出外太空。其登陸城及甲冑騎士亦被斯雷因繼承（沒收）。
瑪祖魯卡（聲：豐永利行）
第二季登場。火星騎士之一，是屬於37家族的騎士。爵位為伯爵。專用機為「SIRENUM」。
雖然是火星37軌道騎士之一，但是其實並不想攻擊地球。
藉由書籍及一些資料，對於地球有相當的認知和興趣，屬於穩健派。由於是以保護地球資源優先而把登陸城降落在阿拉伯半島一帶且並未採取激進的破壞性侵略行動。
在巴魯庫魯斯和馬瑞羅尚的請求下，於葉門投下自己的甲冑騎士並展開戰鬥；在和鞠戶小隊戰鬥的過程中，SIRENUM輸出Aldnoah之力的雙臂被杜卡利翁戰艦的精準砲擊（伊奈帆在外協助測量）破壞而倒下，之後遭到鞠戶壓制。
被地球聯合俘虜監禁後，受到伊奈帆的審問，因而得知婭賽蘭公主被暗殺的真相、月面基地上的公主是冒牌貨等事實。當晚逃獄時因受到伊奈帆和萊艾的幫助送到自己的登陸城外，而對伊奈帆相當感謝。被界塚伊奈帆稱為“有與婭賽蘭公主相同的志向”。
在送返途中受到委託，希望能透過登陸城找到婭賽蘭公主的所在，以及斯雷因的真正目的。第20話假意投靠斯雷因，在出言試探假公主後進入斯雷因的揚陸城，將伊奈帆委託的項鍊由埃德爾利佐轉交回公主手上。第23话在克蘭凱因的帮助下在其登陸城与婭賽蘭公主见面。
结局时已經融入登陸城降落在置的當地人的生活中。
塞爾納奇斯（Selnakis，聲：手塚弘道）
第一期時短暫登場過，第二期正式登場。火星騎士之一，是屬於37家族的騎士。爵位為伯爵。專用機為「SOLIS」。
对地球人抱有冷酷、高傲的蔑视态度，称其为“原始人”。
第一期時將登陸城降落在美國的紐奧良城區，並以登陸城發射的導彈破壞當地通訊系統，然後以一己之力擊敗大批守軍。以後亦將意圖奪回該地的地球聯合軍多次擊退。
第二期時與鞠戶、雪、韻子等人組成的強襲小隊交戰，最後在戰鬥中被由伊奈帆協助觀測的杜卡利翁戰艦的主炮超視距砲擊直擊其座機而阵亡。
泽布林（Zebrin，聲：木岛隆一）
火星騎士之一，是屬於37家族的騎士。爵位為伯爵。專用機為「ELECTRIS」。
在第一季第2话单骑歼灭馬布多守军，嘲笑对方“真可怜”。
在第二季第18话中与拉斐亚、沃尔伽一起与斯雷因商议轨道骑士联合相关事宜並認同斯雷因的理念。
在第19話將其甲冑騎士ELECTRIS空降來增援拉斐亞，並在第20话開著自己的甲冑騎士ELECTRIS加入新闢的戰場並聯合其他騎士迫使聯合軍撤退。
在第21話中與拉斐亚採取合體戰術對抗地球軍，不過伊奈帆以電流相位差的戰術（其机体无法伤害与自身等电位物体这弱点遭伊奈帆识破）化解雷擊後被伊奈帆擊破機體陣亡。
拉斐亚（Rafia，聲：生天目仁美）
火星騎士之一，是屬於37家族的騎士。爵位為伯爵。專用機為「SCANDIA」。
在第二季第18话中与沃尔伽，泽布林一起与斯雷因商议轨道骑士联合相关事宜並認同斯雷因的理念。
在第19話中駕駛其甲冑騎士SCANDIA將意圖奪回該地的地球聯合軍多次擊退。
在第20话利用SCANDIA的光學迷彩並聯合增援的泽布林與沃尔伽騎士迫使聯合軍撤退。
在第21話中與泽布林採用合體機體攻擊聯合軍，其機體被界塚雪狙擊破壞其足，與泽布林分離後，在聯合軍的煙幕中暴露行蹤，並被雪連續射擊擊破機體、僅有一聲慘叫以下戰死。
沃尔伽（Orga，聲：三宅健太）
火星騎士之一，是屬於37家族的騎士。爵位為伯爵。專用機為「ORTYGIA」。
与扎兹巴鲁姆生前是故交。
在第二季第18话中与拉斐亚，泽布林一起与斯雷因商议轨道骑士联合相关事宜並認同斯雷因的理念。
在第19話將其登陸城降落來增援拉斐亞，在第20话開著自己的甲冑騎士ORTYGIA加入新闢的戰場並聯合其他騎士迫使聯合軍撤退。
在第21話中利用ORTYGIA的分身襲擊聯合軍，後來被伊奈帆判定所有機體是真身。在伊奈帆利用機械義眼連接所有聯合軍甲冑騎士後，遭到火力掃蕩，全體機體被同時擊破。
克蘭凱因（Klancain，聲：逢坂良太）
第二季登場。火星騎士之一，是屬於37家族的騎士。爵位為伯爵。
為庫魯提歐伯爵的兒子。在父親死後繼承其爵位，但對於襲名「庫魯提歐伯爵」則表示仍未習慣，希望其他人稱呼自己為「克蘭凱因伯爵」。
忠於皇室的皇帝派，似乎有不錯的判斷力和近身作戰能力。
為了與斯雷因會面而在第21话從火星本國前往地球圈。
第22话开头对斯雷因占有塔尔西斯感到不满，随后平静地与斯雷因交谈。片尾的月球基地攻防戰中从地球军暗杀小队枪下救出婭賽蘭公主和侍女。
第23话掩護公主和侍女逃離月球基地並前往瑪祖魯卡伯爵的登陸城與其匯合，並向婭賽蘭公主表明其忠诚心，將一切權限和地位交給公主，幫助公主面見皇帝。隨後為了以政治上的考慮結束戰爭，迎娶婭賽蘭女王。
结局时前往参观Aldnoah反应炉驱动典礼，並且從婭賽蘭女王口中得知地球天空為藍色的原因。

#### 其他
爱德尔丽卓（Eddelrittuo，聲：水濑祈）
生日：5月23日；12歲→14歲；身高：134公分；A型
火星人，為沃斯帝國的公主婭賽蘭的侍女，對婭賽蘭絕對服從。受到火星的選民思想影響，對地球人持有些許不信任的態度，但不至敵意。
在公主刺殺行動以後，與仍在生的婭賽蘭一起行動。以其妹妹的身份，努力為其隱瞞身份。
在第6話徵兵時自稱能操作包括甲冑騎士在內的任何機械，只是當時沒人看好。
在入侵扎茲巴魯姆的登陸城作戰中，鴐車與搭上甲冑騎士的莱艾掩護婭賽蘭登上杜卡利翁戰艦。隨後雖然獲莱艾保護離開，但仍被扎茲巴魯姆軍士兵活捉。
在婭賽蘭沉睡後成為蕾穆莉娜的侍女，但其心依舊效忠於婭賽蘭。婭賽蘭甦醒後則回到其身邊照顧。
第20話將伊奈帆託付給瑪祖魯卡伯爵的項鍊交給婭賽蘭公主。第21話與兩位公主一同被斯雷因軟禁。以後第22話月球基地攻防戰中與婭賽蘭公主一同逃亡。
结局时前往参观Aldnoah反应炉驱动典礼，同時間將捆綁的頭髮放下。
哈庫萊特（Harklight，聲：平川大輔）
第二季登場，斯雷因的部下，出身自社會第三階層。
雖然出生貧寒，但在父母的幫助和自己的努力下頗有成就，為人和善，十分忠誠。深深從自身的起源感受到身份的差異，並不把斯雷因當成地球人看待而對他十分尊敬。
協助斯雷因測量彈道，使其能順利設下陷阱。
於第19話與婭賽蘭（蕾穆莉娜）宣布建國後被斯雷因授予騎士爵位，並將馬瑞羅尚那得到的Herschel交給他使用。
於第24話時，最終決戰前抗拒斯雷因的安排，選擇拼死一搏。隨後敗於鞠戶大尉，浮游炮全遭摧毀，並且為了救助巴魯庫魯斯導致機體失去一臂。最終在向杜卡利翁戰艦发动自杀式冲锋时遭火力拦截而陣亡。
沃爾夫·阿里亞修（Wolf Areash，聲：木下浩之）
婭賽蘭公主刺殺未遂事件的實行者。沃斯帝國的強硬派的間諜，與其女兒萊艾長年潛伏於地球。
趁火星公主訪問地球之際，以導彈攻擊其車隊，藉以挑起地球與火星的戰爭。
以為完成任務後能返回火星並獲得爵位，但與其小隊被托爾蘭所駕駛NILOKERAS滅口。

### 外傳漫畫登場角色

#### 地球聯合·平民
三影 陽彌
外傳漫畫『ALDNOAH.ZERO外傳 1 TWIN GEMINI』登場的角色。在天堂殞落事件後出生，彌月的雙胞胎哥哥，14歳（→16歲，註：這是動畫結局的年紀）的中學生。機體：KG-6 SLEIPNIR。
動畫結局時參觀Aldnoah反應爐驅動典禮。
三影 彌月
外傳漫畫『ALDNOAH.ZERO外傳 1 TWIN GEMINI』登場的角色。在天堂殞落事件後出生，陽彌的雙胞胎妹妹，14歳（→16歲，註：這是動畫結局的年紀）的中學生。機體：KG-6 SLEIPNIR。
動畫結局時參觀Aldnoah反應爐驅動典禮。

#### 地球聯合·軍人
三影蒼雲
外傳漫畫『ALDNOAH.ZERO外傳 1 TWIN GEMINI』登場的角色。地球連合軍軍人，階級為中佐，46歳。三影陽彌和三影彌月的父親。機體：KG-7 AREION。
札幌防守戰中，因座機的逃生裝置熔化，脫出不能而戰死。
青坂冰柱
外傳漫畫『ALDNOAH.ZERO外傳 1 TWIN GEMINI』登場的角色。地球連合軍軍人，階級為中尉，24歳。

#### 火星騎士、貴族
凱特拉特塞（Keteratesse，聲：松丸幸太郎）
外傳漫畫『ALDNOAH.ZERO外傳 1 TWIN GEMINI』登場的角色。火星騎士之一，是屬於37家族的騎士。爵位為伯爵。驾驶以光束鞭为武器的装甲骑士「吉里昂」。
對庫魯提歐抱持著敵對心態，因此在對方降下登陸城攻佔東京後，為了不讓庫魯提歐佔領整個日本而讓自己的登陸城降下至北京，然後派出手下前去侵攻北海道。
於動畫第一期第二話的開頭有登場過，攻打北京时质问守军“恭顺还是灭绝，二选一”，随后派出手下前去侵略北海道。
根据官网提供的第二部局势图，可知此人已在从第一部结束到第二部开始这19个月中阵亡。後確定于外传漫画第四卷的北京光复战役中被击败身亡。
莉碧緹娜（Libitina）
外傳漫畫『ALDNOAH.ZERO外傳 1 TWIN GEMINI』登場的角色。火星騎士之一，爵位為子爵。莉佩露緹娜的雙胞胎姊姊。是凱特拉特塞的部下。與妹妹共乘的專用機為「ACIDALIA」。
在火星騎士中是屬於不歧視地球人的溫和派。
莉佩露緹娜（Libenotina）
外傳漫畫『ALDNOAH.ZERO外傳 1 TWIN GEMINI』登場的角色。火星騎士之一，爵位為子爵。莉碧緹娜的雙胞胎妹妹。是凱特拉特塞的部下。與姐姐共乘的專用機為「ACIDALIA」。
在專用機「ACIDALIA」中是負責控制奪取來的甲冑騎士的駕駛員腦波控制。有著不輸給父親的頑固性格。

## 登場機械

### 地球兵器

#### 地球聯合軍甲冑騎士
KG-6 SLEIPNIR
地球聯合軍的訓練用機體。似乎利用15年前落在種子島而因「天堂殞落」事件受破壞的火星甲冑騎士「DEUCALION」進行逆向工程所製造的機體。機體顏色為橙色，高度為13.5米，其裝甲為複合裝甲，動力來源為燃氣渦輪發動機，而電力來源為燃料电池。上一代的主力機，現時作為預備機並在高等學校的兵科訓練時使用。
使用武裝為75mm半自動機砲（連下掛式榴彈發射器）、120mm反器材步槍、120mm狙擊步槍（第六、七話中登場）、203mm榴彈發射器（第十三話中登場，由伊奈帆的花式上膛可推斷發射器板機為槓桿式，詳見M1887）、75mm近戰用手槍（借用自KG-7 AREION）及格鬥用近战刀，武裝可與AREION相互換用。腿部的推進器有裝設用於滑翔飛行的大型安定翼，展開時可以作出短時間的低空飛行，在緊急情況下可以作為護盾使用。裝有彈射逃生裝置，在19话中擁有对扬陆城降落冲击波的耐受能力。另外，還可裝上外裝式“戰術套裝”、“適形動力輔助系統”（Conformal Power Assist，BAH-1X）及空降用等強化選裝裝備，能在機體的戰術網路中互相分享戰鬥數據。
開戰後，伊奈帆為了對抗NILOKERAS而從學校中開走三架，在前往種子島的途中為了擊破ARGYRE而損失一架。因為機體重量較AREION輕的緣故，已經習慣駕駛本機的伊奈帆並未換乘AREION。
第二期開始的機體編號為“00”，能與AREION相互換用的可在宇宙空間中行動及戰鬥的改裝版。這時的使用武裝為步槍型大口徑長管無後座力炮，並且增加了能勾住隕石碎片等物體進行擺盪、四束一組的纜繩系統；最終決戰時還在肩部裝上了大量更換式刀片和四束一組的大型展開式防彈盾。
最終決戰中將斯雷因擊敗後，其機體進入地球軌道，而伊奈帆選擇將機體充當THARSIS的阻力傘，在回到地球時其機體幾乎全毀。
其他譯名：KG-6 天馬機
KG-7 AREION
地球聯合軍的主力量產型機體。機體顏色為綠褐色，高度為13.5米，動力來源同樣為燃氣渦輪發動機，而電力來源同為燃料电池
，其裝甲為強化的複合裝甲。
武裝為75mm半自動機砲（連下掛式榴彈發射器）、75mm近戰用手槍、120mm反器材步槍及格鬥用近战刀。腿部同樣有裝設用於靜止飛行的安定翼，展開時可以作出短時間的低空飛行，安定翼較SLEIPNIR要小。亦裝有彈射逃生裝置，在19话中擁有对扬陆城降落冲击波的耐受能力。此外，正式裝備中還存在能與SLEIPNIR共用的外裝式“戰術套裝”，同樣可裝上空降用裝備，能在機體的戰術網路中互相分享戰鬥數據。
相較於SLEIPNIR來強化了裝甲而提升了防禦力，代價是機動性比較低。其駕駛座有單座和複座兩種版本。
從第二期開始出現了可在宇宙空間中行動及戰鬥的改裝版。這時的使用武裝同為大口徑長管無後座力炮，並且增加了能勾住隕石碎片等物體進行擺盪、四束一組的纜繩系統。
其他譯名：KG-6 神馬機

#### 地球聯合軍船艦
地球聯合軍航空母艦
於第一季的第二集中短暫出現。能搭載F-22猛禽戰鬥機。
海神
UFE第四護衛艦群所屬的兩棲突擊艦。
能搭載甲冑騎士及登陸艇，亦具有作為甲冑騎士的母艦的機能。船體後部設有塢艙。武裝為3門速射炮，2門密集阵近程防御武器系统，20組艦載垂直發射系統及1門8聯裝發射機。
在第七集因在與火星甲冑騎士「HELLAS」戰鬥中嚴重受損，而被遺棄在種子島的隱蔽船塢。
DEUCALION
被收藏在種子島隱蔽船塢內的飛行戰艦。15年前襲擊種子島的火星甲冑騎士「DEUCALION」因「天堂殞落」事件而受破壞，地球聯合軍將其回收隱蔽起來，並拆下其Aldnoah Driver，以此為動力機關開發出本艦，艦名亦照樣轉用（艦橋內刻有「DEUCALION」的金屬牌作為裝飾）。由於搭載反重力裝置，其巨大船體能在大氣圈內飛行。
武裝為4座3連裝巨炮及複數的飛彈、24門密集阵近程防御武器系统，具有作為甲冑騎士的母艦的機能。
雖然本艦成功建造，但因為始終都不能啟動Aldnoah Driver的緣故而被凍結後續的運用計畫，並半放棄的安置在種子島的隱藏船塢內。
在第七集海神號乘員在種子島隱藏船塢避難之際，透過婭賽蘭授權Aldnoah因子讓被棄置的DEUCALION正式啟用，其後海神號的所有人員及物資均轉移至DEUCALION。
第九話因婭賽蘭失去意識，使其Aldnoah Driver停止運轉並迫降。
第十話婭賽蘭重啟Aldnoah Driver，使其恢復動力，成功抵達位於俄羅斯的地球聯合總部。
第十一話於平流層空投甲冑騎士隊後被扎茲巴魯姆重創而下墜，艦長馬克芭蕾吉順勢集中引擎動力撞擊扎茲巴魯姆的登陸城後失去動力。
第十三話的回憶，因婭賽蘭的血液藉由界塚雪的淚水流入界塚伊奈帆的口中，使他意外獲得Aldnoah的啟動因子，並重新啟動了戰艦的Aldnoah Driver。
在攻陷登陸城的19個月後，升上宇宙前往聯合軍前線的三叉戟基地。
第十五話攻防戰後，被地球聯合總部要求返回地表進行例行補給。
縱使戰績豐厚，仍舊被高層因「使用的是敵方的科技而不可全盤信任的理由」編列為游擊單位，支援其他部隊。
第二十一話第二次拉斐亞登陸城攻略戰後，被地球聯合總部要求準備下次作戰並且裝備上杜卡利翁戰艦專用裝備「彈射模組」。

#### 其他地球兵器
AGM-114地獄火飛彈
於第一季第一集時出現，被火星的軌道騎士派來的刺客使用。原是想藉機殺死來地球和談的公主，雖然成功擊毀護衛車隊並殺死公主，儘管殺死的那位只是替身，但火星藉此藉口對地球展開攻擊。
F-22猛禽戰鬥機
地球聯合軍的雙發動機匿蹤主力戰鬥機，在火星進攻時全數即時出動迎擊，但大多遭到火星甲冑SOLIS以雷射摧毀；另托爾蘭男爵的火星甲冑NILOKERAS由運輸機SKYCARRIER運往地球時，也有數機出動攔截，但由於NILOKERAS將其能力「次元護盾」延伸至運輸機上使F-22攻擊無效，後遭受運輸機之自衛用榴彈砲擊墜。
運輸車
有著大尺寸輪胎的4輪裝甲車。有操縱處、士兵收納處，有窗戶可以確保外部視野。可用來收容多數人員，本作主要用來收容避難民眾使用。
90式戰車
於第一季的第九集中正式出現。之前只出現在鞠戶大尉的片段記憶之中，在耶賀賴醫生用於治療大尉的PTSD時使用。在15年前的種子島前去迎擊降下至那裏的DEUCALION，但砲彈都被其重力控制能力彈開。最後坦克被DEUCALION的重力控制能力拋離地面並墜落而摧毀。
因此大尉在前面學生的練習中向雪提及「使用75mm炮開火像是在玩玩具」可能就是源自以前指揮坦克的經驗習慣使用120mm Rh-120滑膛炮的關係。
悍馬
於第一季的第11集中正式出現。由爱德尔丽卓駕駛悍馬掩護婭賽蘭登上杜卡利翁戰艦。第二季在第17集和第24集中分別由伊奈帆和雪親自駕駛。
甲冑騎士運輸用拖車
地球聯合軍的大型運輸載具，主用來運輸KG-6 SLEIPNIR和KG-7 AREION。於第一季在第1集中正式出現，第一季的第3集中用來引誘NILOKERAS到伊奈帆所規劃的作戰位置。第二季在第13集中由伊奈帆親自駕駛。
气垫登陆艇
地球聯合軍的登陸運輸載具，採用氣墊船的技術，能水陸兩棲行駛，並可由兩棲突擊艦運載。裝備有起重機能將甲冑騎士吊上並固定，並配有兩門八聯裝地對地導彈作攻擊武器。
保護傘
地球聯合軍在宇宙戰中、發射甲冑騎士時一併投出的裝置，能展開直徑約兩個甲冑騎士身高長的防護力場。在與火星方敵軍交戰前，直到本體被擊中破壞前都能有效的保護傘後的士兵。
彈藥補給艦
定期補給三叉戟基地的太空梭外型船艦，由於大規模宇宙攻防戰造成的消耗使得聯合軍立即加派班次補給。其路線、識別編號和補給日期是極機密，且為防範沃斯帝國的偷襲時常變動。
甲冑騎士用運輸艦
地球聯合軍的大型運輸載具，主用來運輸兩台KG-7 AREION的太空梭外型船艦，於第二季在第22集中正式出現，由於地球聯合軍要進行代號「月之門」行動的大規模宇宙攻防戰。

### 火星兵器

#### 沃斯帝國甲胄騎士
NILOKERAS（尼洛肯拉斯）
托尔兰的專用機。機體顏色為紫色，高度為18米，揮動巨大斗篷狀的手臂進行近身戰鬥。
機體啟用時會在表面覆蓋一層名為「次元護盾」的能量屏障，此能量屏障擁有著能將接觸到的物質及能量（例如光、聲音、動能）一切吸收掉的特性，但也因此機體本身無法直接接收外界的情報，由散佈在機體附近上空浮游型的監視用攝像機（鷹眼）來確保視覺情報的需要。此機體因為覆蓋在表面上的能量屏障的特性，可以說是近乎無敵的存在，但也因為此特性而無法覆蓋全身。機體腳底和接收外部資訊的收訊部便是此機屏障的漏洞。展开屏障时机体被屏障覆盖的部分变黑（無法反射光線），为了掩盖背后的通信用缝隙展开屏障后会在其外部再覆盖一层光学迷彩伪装成正常颜色。
在第三話中，作為接收外部資訊的收訊部這一屏障縫隙的弱點被伊奈帆等人給找出來，因此機體遭到破壞、造成強制停止運作。最後在托爾蘭要求的對新蘆原市隕石轟炸下正式報廢。
ARGYRE（阿爾基雷）
弗拉德的專用機。高度為16.5米。擁有厚重的裝甲，機動性高。武器為兩把電漿體太刀，攻守兼備，能把穿甲彈（AP）彈頭蒸發並使彈道偏折（萊頓弗羅斯特現象），高爆彈（HE）則會因突然接觸的熱量過高而在空中爆炸。但是无法应付全方位的饱和穿甲弹攻击，只能防御一面。
在第五話中強行登上「海神號」並與伊奈帆的機體對峙。在戰鬥中，電漿體太刀被伊奈帆機的反應裝甲所抵擋，及後因「海神號」的船體傾斜，被伊奈帆的機體拖著強行一同落海；最後如及時逃生的伊奈帆所設計：高熱的等離子體太刀誘使海水急速蒸發，產生高壓水蒸汽來引發水蒸氣爆炸，將機體炸至粉碎。
HELLAS（赫拉司）
費米安伯爵的專用機。高度為22米。裝備了6隻擁有厚裝甲的巨大手腕，費米安分別以「Botis（布提斯）」、「Marax（摩拉克斯）」、「Ronove（羅諾比）」、「Halphas（哈帕斯）」、「Raum（勞姆）」、「Vine（拜恩）」（皆是所羅門七十二柱魔神、位階伯爵以上的惡魔的名字）來稱呼機體的6隻手臂，並稱其為「眷屬」。
6隻手腕能夠將其發射出去後以遠程操作來控制並攻擊敵人，機體本身也可變形為衝撞兵器來使用。Aldnoah drive的固有能力為分子的巨大化，其6隻手在保持著鐵拳型態時因分子巨大化增加了裝甲強度以致幾乎無法破壞只能改變其行進方向，但一旦活動手指其分子就會回復原來的分子構造此時可以破壞，或是直接破壞引擎也可將其破壞。
其後6隻手腕被伊奈帆、斯雷因、韻子以及雪共同合作下全數遭到擊毀。其機體改變型態為衝撞兵器再次向伊奈帆等人襲來時，被隱藏於種子島的巨大飛行戰艦「杜卡利翁」用飛彈先打偏軌道再被伊奈帆、斯雷因破壞引擎，而後被杜卡利翁其碾壓，令HELLAS嚴重損害，最後被萊艾所搭乘AREION狙擊而擊破。
DEUCALION（杜卡利翁）
15年前的戰爭時降下至種子島的火星製甲冑騎士。Aldnoah drive的固有能力為重力控制。鞠戶稱其為15年前使自己以外的全部友軍（UFE種子島駐軍）陣亡的元兇。
當年為扎茲巴魯姆伯爵的未婚妻，沃蕾因子爵的專用機。
機體在天堂隕落（Heaven's fall）後被地球聯合軍捕獲並安置於種子島的隱蔽船塢，此時機體已處於半毀狀態。為了隱瞞機體殘駭的存在，鞠戶所呈交的種子島報告遭到政府銷毀。機體頭部形狀酷似地球的甲冑騎士，但詳細不明。機體的Aldnoah Driver被取下並移植至同名戰艦「DEUCALION」（名字可能是取自古希臘神話中的杜卡利翁）。
THARSIS
庫魯提歐伯爵的專用機。被扎茲巴魯姆伯爵從崩塌的庫魯提歐登陸城奪取、白色的甲胄騎士。後被斯雷因重新啟動，並從第二期開始成為其專用機。
擁有很高的機動性和精準射擊性；兩手皆持有內置機槍的大型盾狀模組，其中亦藏有可近戰用途的刀刃。特殊能力是「預測未來」，但同時面對過多目標時，即使能夠預測亦會沒法應對，而且兩翼天線受損就會影響預測。
最終決戰中被伊奈帆擊敗，其機體亦落入地球軌道時被伊奈帆的KG-6 SLEIPNIR以充當自己機體的阻力傘，在回到地球時其機體幾乎全毀。
DIOSCURIA
扎茲巴魯姆伯爵的黑色大型專用機。
機體具有合體／分離結構，可分離為扎茲巴魯姆駕駛的本機及五部子機。子機中有三台具有單體飛行能力，另外二台搭載獨立戰鬥機能。而其中一台具飛行能力的子機更可作本機的飛行工具，使本機能於空中移動。
本機的武器為肩上所安裝的飛彈模組，搭載獨立戰鬥機能的子機為小型電漿體太刀，具有單體飛行能力子機則只有機槍。
合體後能使用複數的Aldnoah drive固有能力。武器有比ARGYRE更大的電漿體太刀、與HELLAS一樣的2隻巨大手腕。防禦有跟NILOKERAS一樣的次元護盾的能量屏障，也必須由散佈在機體附近上空浮游型的監視用攝像機（鷹眼）來確保視覺情報的需要。
此外還有變型為飛行型態、單體突入與衝出大氣層、隱蔽雷達搜索的匿蹤以及竊聽能力。
15年前的戰爭時，與DEUCALION一同作為火星的先鋒並降下至種子島，但機體也在天堂隕落中受損。
第十二話時被伊奈帆找出雖然擁有之前遭遇過的敵機的所持有的特殊武裝，卻也有著同樣的缺點而針對著各個擊破，最後在伊奈帆的SLEIPNIR攻擊下被重創，機體被放棄。可作本機的飛行工具的子機被斯雷因駕駛的THARSIS取用以脫離現場。
DIOSCURIA II
第二期登場，將被伊奈帆重創的機體大幅改修後的扎茲巴魯姆伯爵專用機。外型與第一期相較並無變化。
改變了次元護盾的弱點位置，其餘性能不變。
在第十五話時被伊奈帆用自機搭載的模組將其分離引爆後找出次元護盾的弱點，並由韻子破壞其收訊端。在伯爵為探查狀況而解除護盾後，遭受斯雷因於戰前佈下的陷阱而重創，並在第二波陷阱中被擊破。
ELYSIUM
亞克依姆的專用機。機體顏色為白色。
Aldnoah drive的固有能力為「熵減」，能剝奪所有進入機體所展開的力場（半徑一公里）的物質的分子運動，其缺點是極為耗能，一旦機體跑起來，就相對就要在單位時間內擴大冰凍範圍，因此一旦被近身，就只能任人宰割。
在第十三話伊奈帆以榴彈發射器連續製造爆風抵銷熵減，成功突進至近距離將之擊破，隨後釋放出所吸收的能量並產生爆炸。
SIRENUM
瑪祖魯卡的專用機。機體為顏色為卡其色，雖然有腳狀底座但移動方式不明。
Aldnoah drive的固有能力和DEUCALION同為重力控制：Aldnoah由雙臂輸出，啟動時會放出身上的六顆球狀物體並以機體為中心順時針旋轉；影響周邊重力的同時製造出龍捲風屏障。
第十六話於葉門地區降落並與前往攔截的地球聯合軍戰鬥。部分士兵因為強大的重力壓迫而昏厥，剩下鞠戶大尉和雪准尉兩人持續誘導。由於僅有操縱水平重力的能力，上方不受影響的區域成為全機體的罩門。在誘導到指定地點時被準備返回地球的杜卡利翁戰艦，在伊奈帆測量修正之下自宇宙砲擊、擊斷雙臂後倒下。在地球聯合俘虜回收前被瑪祖魯卡關閉其Aldnoah drive並謊稱因為強力撞擊而造成停擺（但此舉被伊奈帆的左眼識破）。
HERSCHEL
馬瑞羅尚的專用機。機體為顏色為酒紅色。
Aldnoah drive的固有能力為複數的遠距無線攻擊機，除此之外也有搭載槍械等武器。
馬瑞羅尚在駕駛本機和斯雷因駕駛的THARSIS決鬥初期佔盡優勢，但最後被斯雷因誘導而被破壞駕駛艙門，導致馬瑞羅尚被吸入宇宙空間而死。
之後作為決鬥的賭注被斯雷因收下，於修復後交給哈庫萊特使用。
於第24話時，最终决战前抗拒斯雷因的安排，选择拼死一搏。随后败于鞠户大尉，浮游炮全遭摧毁，并且为了救助巴鲁库鲁斯导致机体失去一臂。
在向杜卡利翁戰艦发动自杀式冲锋时遭火力拦截擊破。
Octantis
巴魯庫魯斯的專用機。機體為顏色為深藍色。
Aldnoah drive的固有能力為分子级切割的伸縮缆绳。
于第24话时，最终决战前抗拒斯雷因的安排，选择拼死一搏。随后败于「Mustang（野馬）」小队，机体右手破损。
在向杜卡利翁戰艦发动自杀式冲锋时遭火力拦截擊破。
SOLIS
第一期時有出現過，並於第二期正式登場，塞爾納奇斯的專用機。
Aldnoah drive的固有能力為能於地球射擊到衛星帶的長距離·高威力、實際上無法躲避的光學武器（雷射炮）。唯一的弱點是無法曲射。
從第一期開始便多次擊退來襲的地球的聯合軍部隊。因為頭部形狀的緣故，被雪稱為「青蛙頭」。
因為射程極長，無法透過航空支援對抗。在鞠戶、雪、韻子等人組成的強襲小隊作為誘餌，杜卡利翁戰艦主攻的作戰裡，於伊奈帆的協助下被杜卡利翁戰艦的主炮擊破。
ELECTRIS
第一期時有出現過，並於第二期正式登場，澤布林的專用機。
Aldnoah drive的固有能力為釋放高壓電擊。
於第一期時殲滅了馬布多的地球聯合軍基地。
在婭賽蘭（蕾穆莉娜）宣布建國後，與沃爾伽、拉斐亞聯手向地球聯合軍的部隊發動攻擊並迫使其撤退。
在第21話中與拉斐亞採取合體戰術對抗地球軍，SCANDIA被界塚雪以長距離射擊破壞SCANDIA的一隻足，使其無法再支撐ELECTRIS。與SCANDIA分離後其機體被伊奈帆以電流相位差戰術化解電擊以後被伊奈帆擊破。
Geryon
第一期時有出現過，凱特拉特塞的專用機。
Aldnoah drive的固有能力為光束所構成鞭子。
於第一期的第2话中攻打北京时质问守军「恭顺还是灭绝，二选一」。
SCANDIA
拉斐亞的專用機，有著人馬的外型，移動迅速。
Aldnoah drive的固有能力為光學迷彩（但比一般光學迷彩的功能還先進，因為連熱成像儀沒反應出機體溫度，就連影子都沒有），效果可跟與其搭載的火星軍甲冑騎士共享。手持弩弓作為武器。以光學迷彩透明化後，搭配裝置炸藥的箭矢進行奇襲為主。
在婭賽蘭（蕾穆莉娜）宣布建國後，與澤布林、沃爾伽聯手向地球聯合軍的部隊發動攻擊並迫使其撤退，期間擊中了丟卡利翁戰艦的儀器。
在第21話中與澤布林採用合體攻擊聯合軍，被界塚雪以長距離射擊破壞其足，使其無法再支撐ELECTRIS。與ELECTRIS分離後其機體被雪以煙幕支援下發現其行蹤並進行連續射擊擊破。
ORTYGIA
沃爾伽的專用機。
Aldnoah drive的固有能力為製造多個分身（是【如同細胞分裂】般複製本體，所以其分身全都是真的）。以格鬥兵器為主，再利用分身能力進攻。唯一的擊破方法是將全部的分身一起全數擊破。
在婭賽蘭（蕾穆莉娜）宣布建國後，與澤布林、拉斐亞聯手向地球聯合軍的部隊發動攻擊並迫使其撤退。
在第21話中利用ORTYGIA的分身襲擊聯合軍，後來被伊奈帆判定所有機體是真身時，伊奈帆利用機械義眼連接所有甲冑騎士進行火力掃蕩下全數擊破。

#### 火星的船艦
登陸城
高位的火星騎士所有的巨大宇宙航艦。可利用艦體自身龐大的質量向地球降下造成降落區域嚴重壞滅，並加上強力電波干擾干擾該地區的通訊，搭載大量飛彈與火星騎士的甲胄騎士。是兼具兵器與灘頭堡性質的機動要塞，也能夠自由從地球往返宇宙。

#### 其他火星兵器
SKYCARRIER
火星的戰術運輸機。裝備有自衛用機槍、導彈以及榴彈炮。除了能運送甲冑騎士，機體亦具有擊落地球方的戰鬥機的火力及機動性，還有可受惠於其運載的火星軍甲冑騎士的固有能力效果。
運輸艦
沃斯帝國自月面基地出發、補給地球隕石軌道上要塞所使用的船艦。除了配備有自衛用機槍外，其艦身亦可容納四到五架斯提克斯或是甲胄騎士。
斯提克斯
沃斯帝國在十九個月的間隔中生產出的量產機體（沃斯帝國的第一世代量產機體），機動性很高但相當脆弱。可以統一授權其Aldnoah drive的操縱權限。由於運輸隊出發時只有七台，操縱斯提克斯的士兵特寫也只有七位，故推測隊長機以外的機體是遙控式。在出擊時是以五機一組的編隊行動。在正式接敵前，隊長機可以和其他四台合體增加行動速度，以及造成對方雷達誤判。其裝備有自衛用機槍、導彈。

## 年代表
- 1969年 －地球的阿波羅11號成功登陸月球。
- 1972年 －地球的阿波羅17號在月球上發現了古代火星遺跡，並在該遺跡的未知技術中發堀出瞬間移動的裝置，人類開始進行往返火星之間的行星移動，該裝置命名為超空間門。
- 1975年 －聯合國主導火星的開發計畫，締結火星條約。加盟國連的各國同意禁止利用火星於軍事行動。美蘇冷戰終結，第一次火星調查團派遺遣團出發，雷列加利亞博士（レイレガリア博士）作為觀測隊主任也一併的同行，並在火星上發現古代火星文明所遺留的科技Aldnoah。
- 1980年 －火星開拓局設立，人類移民火星的開拓計畫開始，第一期開拓團民為34萬人，雷列加利亞博士（レイレガリア博士經長年累月的工作後成功啟動Aldnoah，並被Aldnoah認定為繼承者，把Aldnoah的啟動因子與其基因結合。地球的聯合國認為Aldnoah應該給全人類共享，但是火星殖民地的開拓團民卻想獨佔這門科技，雙方不斷產生衝突與摩擦。
- 1982年 －雷列加利亞博士（レイレガリア博士）博士在火星開拓民中開始煽動反地球，聯合國為防止暴動擴大而直接對該武裝起義的組織進行武力鎮壓。(註:由於火星開拓局方並未提供克服惡劣環境的辦法，讓初期移民生活非常悽慘。博士實際上是對於火星開拓的困境及悲慘向地球方陳情多次無效後走上武裝暴動一路。)
- 1983年 －雷列加利亞博士（レイレガリア博士）被依擾亂治安的罪名拘補，但暴徒化的開拓民闖進拘留所救出博士。反地球活動激烈化。
- 1985年 －雷列加利亞博士（レイレガリア博士）在火星上成立了沃斯帝國並發表自地球獨立的宣言，雷列加利亞博士成為沃斯帝國第一任皇帝，火星實際上成為鎖國的狀態。事實上斷交非火星一方問題，對地球側來說帝國的國家正統性無定論下根本無法交涉。
- 1986年 －為防範沃斯帝國，地球諸國在聯合國的主導之下成立地球連合並和火星進入冷戰的狀態。
- 1991年 －部份的地球連合軍開始對火星進行軍事的擴充，但針對此事也發現特定的企業之間出現受贿赂事件，发展为了一大疑案，征討火星的言論暫時退潮。
- 1996年 －地球連合的美國亞特蘭大、聖保羅、印度孟買附近發生死者約3267名的大規模的恐怖活動，自稱為火星人的恐怖組織出現承認犯行，地球反火星的言論再度高漲。
- 1997年 －雷列加利亞博士因病退位，皇太子基爾澤利亞繼位成為沃斯帝國第二任皇帝
- 1999年 －雷列加利亞博士的兒子，沃斯帝國第二任皇帝基爾澤利亞（ギルゼリア）對地球宣戰，火星的甲冑騎士（カタフラクト）向月球的地球連合軍軍事基地進軍，兩軍在戰況白熱時由於超空間門的暴走，月球被破壞，月球向地球落下的碎片引發天堂殞落(Heaven's Fall)。天堂殞落(Heaven's Fall)之後使雙方受到慘烈傷亡，崩壞之後的月球成為了被稱之為「碎隕石衛星帶(Satellite Belt)」的岩石地帶。於月球前線指揮戰鬥的第二代皇帝也戰死。基爾澤利亞（ギルゼリア）死亡之後，臥病的雷列加利亞再度復位，兩軍一時休戰。基爾澤利亞的第一皇女婭賽蘭(アセイラム)出生。
- 2000年 －地球連合與沃斯帝國簽立休戰條約，條件為雙方撤退並定立非武裝的中立地帶。
- 2002年 －沃斯帝國的太空船實用化，火星與月球間的運輸路線誕生。部分火星騎士無視自月球軌道撤退的命令，停戰協議因而由火星方面逕自毀約。
- 2003年 －天堂殞落(Heaven's Fall)之後使地球政局不穩，地球連合各地方地區出現了大規模暴動，在第一次行星間戰爭後地球連合所開發的甲冑騎士（カタフラクト）参与了暴动镇压和治安维护首次行動。
- 2007年 －地球連合各國才結束了戰後的處理和維穩工作，情勢趨向安定，逐步恢復元氣。
- 2010年 －戰後10年，地球連合各國进行了纪念仪式、展開首腦會議，地球與火星雙方陣營開始走向和平。
- 2014年 －已經休戰十餘年的地球連合和沃斯帝國的交流增加，和平交涉持續的進行。基於地球與火星可能再戰的假設，格鬥技與人形戰鬥兵器先後進入地球的義務教育。

## 名詞解釋
地球聯合
地球的統一聯合組織。是為了對抗沃斯帝國，而在1986年成立的，在90年代時地球联合军在月球部署了军事基地。政治上是以各國支部分別統治，軍事上則統一由地球聯合軍（United Forces of Earth，UFE）統合各國軍隊，但在2003年時UFE才有自己的甲冑騎士。在甲冑騎士的開發，特別是Aldnoah相關技術上明顯劣於沃斯帝國許多。其總部位於俄羅斯的新西伯利亞(Novosterisk)。而地球联合军在對登陸城进攻过程中主要采用了数量攻势。
沃斯帝國
在1985年，由雷列加利亞·沃斯·雷爾沃斯擔任初代皇帝所建立的帝制化國家。因為獨佔Aldnoah技術，在甲冑騎士與宇宙艦艇上的技術遠遠超過地球方面。建國以來就與地球處於戰爭狀態，並將地球居民視為舊人類加以歧視。身分制度採取古代的貴族制，上下階級分明。基本上是皇帝掌握最大權力，底下的貴族則分為想和地球保持和平關係的「穩健派」和強烈主張以武器鎮壓地球的「強硬派」在私底下不斷爭鬥。
沃斯帝國雖然因獨佔Aldnoah技術在工業技術上遠遠超過地球，但因為火星上的資源貧乏，且土地常年有沙塵暴，因此粮食产量很少，人口增加，使产量赶不上消耗速度，致使在其他文化上的發展較低於地球，沃斯帝國人民也因此過的非常艱辛，从而导致逐渐贫困。到2014年，火星人口仍不足百万。所以人民非常羨慕及忌妒居住在擁有豐富資源的地球上的地球人，而沃斯王族則藉此來煽動人民致使他們對地球人感到強烈憎惡來發動戰爭及鞏固王族對人民的統治。
火星騎士
沃斯帝國的軍人。分為在地球衛星軌道上以登陸城為據點的軌道騎士，與在月球上的月面騎士兩種。皆有象徵其地位的專用甲冑騎士。與其他軍事組織不同的，是騎士們擁有半獨立的地位，極為類似於軍閥這樣的存在，並各有自己的部隊與指揮權。認為壓制所選區域為最大的軍功，因此不大會和其他的騎士聯手，但也有互相之间有的结成同盟，如泽布林、拉斐亚、沃尔伽三个伯爵，也有对其他伯爵的利益进行侵占，如降落至北京的凯特拉特塞伯爵对降落至东京的库鲁特欧伯爵划定的领土进行抢占。
37家族
火星騎士當中特別具影響力的37個貴族家族。家主是伯爵，且會穿著紅色軍服，各自亦會治理自己的登陸城。爵位高的火星騎士會駐守在地球軌道，而下屬的火星騎士（男爵、騎士等）則會一同向地球各地進行攻擊。37家族在2002年“火星-月球”交通线恢复后，没有向本土撤军。而在火星伯爵中，扎兹巴鲁姆和库鲁特欧最接近权力中心。
甲冑騎士
本作中登場的人形機動兵器的統稱。火星一方的甲冑騎士皆搭載Aldnoah技術所製造的武裝，相對於未掌握Aldnoah技術的地球方來說有著壓倒性的優勢。不過火星方的甲冑騎士皆有特化某方面的性能的傾向，而沒有像地球方這樣可以廣泛運用的量產化，若不論是否有搭載Aldnoah技術的話，基本性能與地球方並無太大差異。
ASIMOV
為Accuracy System Image Module for Optimum Velocity的簡稱。地球聯合的甲冑騎士統一使用的操作介面系統。每話標題下都可見到其由幾何符號構成的標誌。
有可將甲冑騎士的操縱權限同時交給單一駕駛操作的功能。
其名稱可能是向科幻小說泰斗埃薩克‧艾西莫夫致敬。
超古代文明
三萬年前存在於火星上的文明，利用Aldnoah技術在月球上設置了超空間門而達成成行星之間相互移動的可能，是個技術力極高的文明。不過發展出此文明的古代火星人已經無法得知其去向。
超空間門
於月面發現、能於地球圈和火星之間進行互相瞬間移動的古代文明遺產。1972年被阿波羅17號的調查所發現。在1999年地球與火星的戰爭中暴走，引發Heaven's fall。
第一次行星间战争
1999年，沃斯帝國二代皇帝吉尔泽利亚向地球联合宣战，向月球的地球聯合军的军事基地进军。在戰況白熱時由于超空間門的暴走，月球被破坏，月球向地球落下的碎片引发天堂殞落(Heaven's Fall)，地球受灾严重，各大洲都有不同程度的损伤，其中以美洲和澳洲最為严重，地球的人口在这一年减少了50%。 由于沃斯帝國指挥者二代皇帝的死亡及补给线被切断，两军选择休战。而战后地球各国局势因受灾变得混乱，直到2007年，各国才结束了战后的处理和维稳工作，逐步恢复元气。由于有大量战争孤儿，大型養護設施「home」在世界各地成立，主角之一的伊奈帆在8岁前和姐姐就生活在这样的设施里。2003年，地球聯合有了应对火星甲冑騎士（Cataphract）的甲冑騎士（Cataphract），参与了暴动镇压和治安维护，在火星潜伏地球人员的报告中，曾有对地球大规模生产甲冑騎士能力构成战力的担忧。军事训练普及到高中阶段，作品中伊奈帆的镇定很大程度上是他对现场情况分析和判断的结果。
第二次行星间战争
2014年，已經休戰十餘年的地球與火星正在進行和平談判。沃斯帝國公主婭賽蘭·沃斯·艾露西亞（アセイラム・ヴァース・アリューシア）以親善大使的身份訪問地球，然而，她的遊行車隊隨後在新蘆原市遭到恐怖分子的飛彈攻擊，前線的火星騎士將其視為地球的宣戰公告，紛紛將停駐於地球衛星軌道的登陸城降落地球，對世界各國展開攻擊，地球與火星間的戰火再次爆發。战端开始時火星騎士对地球的通信设施（基地台、海底光缆、人造卫星）进行破壞后，释放强电波干扰，使地球联合军的通信中断，火星军相对地球军始终保持了資訊战的优势。而地球联合军在对火星军扬陆城最初的包围歼灭作战失败后，主动放弃一些军事基地，重新部署军事力量。长距离的电波通讯为沃斯帝國军所把持，沃斯帝國军可以向全部地域放送强制广播，虽然地球军后来靠无人机及新发射人造卫星的激光通信恢复中距离和长距离的通信和指挥，但并不能一直保持长距离的通信畅通。而地球联合军的轉淚點為攻陷扎茲巴魯姆伯爵登陸在其總部俄羅斯新西伯利亞的登陸城。在19个月间，地球联合军攻陷了一些登陸城，收复部分土地，并在战斗中知晓了有关沃斯帝國机体和其操作者的大量情报之後，令战况已经在向沃斯帝國军不利于的方向傾斜。在此同时，沃斯帝國军各部也在镇压占领城市周边地区，在占领的土地上推行统治。双方互有得失，美洲、澳洲和非洲大部分被沃斯帝國军完全侵占。而在塞爾納奇斯伯爵在紐奧良的登陸城淪陷後，使原本被沃斯帝國军佔領完毕的美洲有了地球联合军的據点。使沃斯帝國军的泽布林、拉斐亚、沃尔伽三个伯爵決定採用斯雷因·扎茲巴魯·特洛耶特伯爵的聯合作戰方案，在斯雷因主导下，泽布林、拉斐亚、沃尔伽三个伯爵在对伊奈帆作战前已经用联合作战取得过胜利，再之後对伊奈帆一行的地球联合军作战的胜利，不仅确保了战斗地点所在非洲的领地，让地球联合军的进攻受挫，还给其他的火星骑士展示了联合作战的战果，对于斯雷因纳入更多火星骑士可以说有很大作用。
在伊奈帆一行的地球联合军最後消灭了泽布林、拉斐亚、沃尔伽三个伯爵，他们的登陸城估计由于停止运行並被地球联合军攻占。而这一战之后，可能讓地球联合军高层感受到了斯雷因所领导沃斯帝國军的威胁，並將杜卡利翁戰艦調往太空戰場並准备对月面基地作战。
天堂殞落（Heaven's fall）
1999年，地球與火星的戰爭正在激烈關頭時，月面上的超空間門突然失控，導致月球崩壞的大災害。月球的碎片有不少圍繞在地球軌道上形成碎石帶，其餘碎片則掉落到地球上造成環境變動與劇烈的災害、許多國家的國土消失，其中以美洲和澳洲最為严重，而地球的人口在这一年减少了50%。
Aldnoah
在火星上發現的超古代文明科技。沃斯帝國在分析理解其運用後，主要用在軍事方面並將之神格化。
首名發現者為雷列加利亞博士。經長年累月的工作後，他成功啟動「Aldnoah」且被認定為繼承者，把「Aldnoah」的啟動因子與其基因結合，使其及其子孫能利用「Aldnoah」。火星騎士能使用「Aldnoah」是因為雷列加利亞博士把「Aldnoah」的啟動因子借予他們，而代價則是火星騎士們與雷列加利亞博士結為主僕關係。
Aldnoah drive
以Aldnoah之力進行驅動的裝置。但已经停止的和新建成的Aldnoah装置似乎必须由皇族初次启动，其后获得授权的人才能再次启动。或者可以说授权是有次数限制的，一次授权可启动一台Aldnoah drive，启动新的Aldnoah drive需要新的授权。要將其發動或停止都必須要有啟動因子，Aldnoah drive停止的方法有两种:是在啟動因子持有者死亡或失去生命跡象的狀況下會造成機能強制停止，还有就是火星皇族具有强制停止Aldnoah drive的能力。最終話時沃斯帝國(火星)以出产Aldnoah drive与地球进行贸易，一般人都能启动Aldnoah drive的研究正在进行中。
機械義眼
界塚伊奈帆所失去的左眼上安裝的人工器官，擁有誇張的運算能力，能夠計算彈道（包括在碎隕石帶中能精準射擊，但還是因為伊奈帆本身高超的射擊能力，配合義眼才能做到精準射擊）、監測心跳及測謊、連接由之前攻下的登陸城的火星機體資料庫、戰術網路，可藉由自身需要來自行透過傳輸增加新APP，但之所以會有這麼強大的功能並不是因為Aldnoah，而是因為伊奈帆將原本的基礎程序加強並加上將腦分給義眼使用藉此增加處理效能。在外傳漫畫中已確定機械義眼的构造是地球聯合军回收「ACIDALIA」的残骸后，在原脑神经接续系统的基础上改良出来的生体用简易设备，也就是说，这个东西完全就是火星科技的简略版。
馬利涅羅斯基地、三叉戟基地
沃斯帝國和地球聯合分別在地球的衛星軌道上，以大型月球岩石為底所建立的基地；就雙方立場而言皆屬於前哨站性質（火星方的退守以及地球方的推進）。基地本身備有少量武裝，但主要是採用甲冑騎士以及其他兵器（杜卡利翁戰艦和斯提克斯）進行防禦及攻擊。
就機體收納方面，馬利涅羅斯基地擁有可隔開外界和內部空氣、可穿透式屏障的機庫；三叉戟基地則是有氣閘機庫以及投射甲冑騎士的電磁彈射器。
在第十四話中，由三叉戟基地指揮官口中可得知，在運行72小時後，彼此最靠近的距離僅有7公里；那段時間即為第十五話的攻防戰。
在第十六話中，三叉戟基地被看準杜卡利翁戰艦離開基地的斯雷因以THARSIS隻身進行奇襲，攻擊進行例行補給的彈藥補給艦，結果補給艦所造成的爆炸威力使基地完全被摧毀。
碎隕石衛星帶
由于月球的崩壞，大量月球岩石碎片飘散在地球附近的太空中，绕地球进行旋转。由于大量月球岩石碎片的存在，机体和射出的枪弹的运动受到干扰，沃斯帝國和地球聯合军在战斗中在远距离上都很难准确地命中对方，例外的是，伊奈帆依靠机械左眼计算所有干扰要素后预测弹道，斯雷因依靠机体的短时预测能力看到枪弹的运动轨迹。由于双方基地周围都飘浮着月球岩石，双方在进攻中都有利用月球岩石隐蔽接近对方基地的行为。由于机体的特点，地球联合军还利用大块月球岩石作为射击时的稳定平台或作战中的限制敌方攻击的障碍物。

## 電視動畫

### 製作人員
- 原作：Olympus Knights
- 監督：青木英
- 故事原案：虛淵玄
- 系列構成：高山克彥
- 角色原案：志村貴子
- 角色設計‧總作畫監督：松本昌子
- 機械設計：I-IV、寺岡賢司
- 美術設定：兒玉陽平、藤井祐太
- 美術監督：伊藤聖
- 色彩設計：大内綾
- CG監督：那須信司
- 攝影監督：加藤友宜
- 編輯：右山章太
- 音響監督：明田川仁
- 音樂：澤野弘之
- 音樂製作：Aniplex
- 動畫製作：A-1 Pictures×TROYCA
- 製作：Aniplex、芳文社、TOKYO MX、日本BS放送、朝日放送、MAGES、Nitro+、Movic

### 主題曲
第一季
片頭曲「heavenly blue」
作詞、作曲、編曲：梶浦由記，主唱：Kalafina
第1話作為片尾曲使用。
片尾曲
「A/Z」（第2、3、5、6、9話）
作詞、作曲、編曲：澤野弘之，主唱：SawanoHiroyuki[nZk]:mizuki
「aLIEz」（第4、7、8、10、11話）
作詞、作曲、編曲：澤野弘之，主唱：SawanoHiroyuki[nZk]:mizuki
插曲
「The Call to Arms」（第2話）
作詞：Benjamin Anderson & mpi，作曲、編曲：澤野弘之，主唱：mpi
「BRE@TH//LESS」（第3、7、11話）
作詞：canon，作曲、編曲：澤野弘之，主唱：小林未郁（Mika Kobayashi）
「Keep on keeping on」（第7、11話）
作詞：Benjamin Anderson & mpi，作曲、編曲：澤野弘之，主唱：SawanoHiroyuki[nZk]:mizuki
第二季
片頭曲「&Z」
作詞：澤野弘之、mpi，作曲、編曲：澤野弘之，主唱：SawanoHiroyuki[nZk]:mizuki
第13話為英文版、作為片尾曲使用。
片尾曲
「GENESIS」（第14－22話）
作詞：唐澤美帆，作曲：丸山真由子、編曲：、清水武人，主唱：藍井艾露
「Harmonious」（第23話）
作詞：肇，作曲、編曲：澤野弘之，主唱：雨宮天
「heavenly blue」（最終話）
作詞、作曲、編曲：梶浦由記，主唱：Kalafina
插曲
「Keep on keeping on」（第13、15、18話）
作詞：Benjamin Anderson & mpi，作曲、編曲：澤野弘之，主唱：SawanoHiroyuki[nZk]:mizuki
「No differences」（第14、21、23話）
作詞：Benjamin Anderson & mpi，作曲、編曲：澤野弘之，主唱：Aimee Blackschleger

### 各話列表
| 話數         | 日文標題                   | 中文標題           | 劇本       | 分鏡          | 演出                | 作畫監督                                                          |
| 第一期       | 第一期                     | 第一期             | 第一期     | 第一期        | 第一期              | 第一期                                                            |
| ------------ | -------------------------- | ------------------ | ---------- | ------------- | ------------------- | ----------------------------------------------------------------- |
| EPISODE.01   | -Princess of VERS-         | 火星的公主         | 虛淵玄     | 青木英        | 別所誠人            | 松本昌子                                                          |
| EPISODE.02   | -Beyond the Horizon-       | 地球最長的一天     | 虛淵玄     | 青木英        | 別所誠人            | 中井準                                                            |
| EPISODE.03   | -The Children's Echelon-   | 戰場的少年們       | 虛淵玄     | 青木英        | 加藤誠              | 豬股雅美、小林真平 油井徹太郎、奈須一裕 垣野內成美                |
| EPISODE.04   | -Point of No Return-       | 追擊的騎士         | 高山克彥   | 青木英        | 宇都宮正記          | 池田廣明、永野孝明 藤原潤                                         |
| EPISODE.05   | -Phantom of The Emperor-   | 謁見的前方         | 高山克彥   | 二瓶勇一      | 守田藝成            | 辻智子                                                            |
| EPISODE.06   | -Steel Step Suite-         | 記憶之島           | 高山克彥   | 星川孝文      | 松村康弘            | 向山裕治、服部憲知                                                |
| EPISODE.07   | -The Boys of Earth-        | 邂逅的兩人         | 高山克彥   | 青木英        | 矢花馨              | 鈴木勇、加藤里香                                                  |
| EPISODE.08   | -Then and Now-             | 見到鳥的日子       | 高山克彥   | 加藤誠        | 西村大樹            | 武藤和弘、輿石曉                                                  |
| EPISODE.09   | -Darkness Visible-         | 追憶裝置           | 高山克彥   | 二瓶勇一      | 南川達馬            | 丸岡功治、藤原潤 油井徹太郎、永野孝明                             |
| EPISODE.10   | -Before the War-           | 直到變成風暴       | 高山克彥   | 笹島啟一      | 渡部周              | 加藤里香、池田廣明 熊田亞輝                                       |
| EPISODE.11   | -Wind, Snow and Stars-     | Novosterisk的攻防  | 高山克彥   | 笹島啟一      | 細谷秋夫            | Kim Sang Min Lee Min Bae                                          |
| EPISODE.12   | -Childhood's End-          | 縱使天堂殞落       | 高山克彥   | 青木英        | 加藤誠              | 佐藤道雄、山本碧 中井準                                           |
| 第二期       |                            |                    |            |               |                     |                                                                   |
| EPISODE.13   | -This Side of Paradise-    | 沉睡的月之少女     | 高山克彥   | 稻垣隆行      | 渡部周              | 松本昌子、佐藤道雄                                                |
| EPISODE.14   | -The Beautiful and Damned- | 異星的鄰人         | 高山克彥   | 吉川浩司      | 南川達馬            | 丸岡功治、福地和浩 成松義人、垣野內成美 佐藤道雄                  |
| EPISODE.15   | -Toll for the Brave-       | 旋轉的陷阱         | 高山克彥   | 青木英        | 守田藝成            | 辻智子、池田廣明 加藤里香、鈴木勇                                 |
| EPISODE.16   | -Soldiers' Pay-            | 熱砂的進擊         | 大西信介   | 松村康弘      | 松村康弘            | 服部憲知、向山裕治 神戶洋行、佐藤道雄 豬口美緒                    |
| EPISODE.17   | -The Turning Wheel-        | 謀略的黎明         | 關根亞由實 | 加藤誠        | 加藤誠              | 吉田優子、佐藤道雄 加藤里香、松本昌子 豬口美緒                    |
| EPISODE.18   | -The Rose and the Ring-    | 穿越深邃之林       | 高山克彥   | 笹嶋啟一      | 淺見松雄            | 松尾真彥、宮崎里美                                                |
| EPISODE.19   | -Here to There-            | 樂園之瑕           | 大西信介   | 仁昌寺義人    | 仁昌寺義人          | 丸岡功治、成松義人 永野孝明、藤原潤 油井徹太郎                    |
| EPISODE.20   | -The Light of Day-         | 名譽的代價         | 大西信介   | 加藤誠 青木英 | 栗山貴行 藤澤奈奈子 | 坂本龍典、富澤佳也乃 佐藤道雄、羽野廣範 岩井優器                  |
| EPISODE.21   | -The Fortune's Fool-       | 夢幻的彼方         | 高山克彥   | 笹嶋啟一      | 松本佳久            | 中野彰子、山崎輝彥 豬口美緒 kim bongduk                           |
| EPISODE.22   | -Out of the Past-          | 邂逅與訣別         | 大西信介   | 渡部周        | 渡部周              | 藤田正幸、飯飼一幸 南伸一郎                                       |
| EPISODE.23   | -The Unvanquished-         | 祈禱之空           | 高山克彥   | 加藤誠        | 加藤誠              | 豬口美緒、加藤里香 佐藤道雄、齋藤敦史                             |
| EPISODE.24   | -Inherit the Stars-        | 有朝一日看見的流星 | 高山克彥   | 青木英        | 青木英              | 松本昌子、辻智子 冨澤佳也乃、加藤里香 豬口美緒、佐藤道雄 齋藤敦史 |
| OVA          |                            |                    |            |               |                     |                                                                   |
| EPISODE.24.5 | -The Penultimate Truth-    | 雨之斷章           | 關根亞由實 | 水野實 青木英 | 青木英              | 松本昌子                                                          |

### 播放電視台
日本深夜動畫：下文記載的日本国内播放時間使用日本標準時間（UTC+9）表示。因為部分時間标识會採用30小时制，因此請留意这类超过24:00的时间，其實際播放時間為翌日清晨。
| 播放地區   | 播放電視台    | 播放日期               | 播放時間（UTC+9）         | 所屬聯播網 | 備註           |
| 第1期      | 第1期         | 第1期                  | 第1期                     | 第1期      | 第1期          |
| ---------- | ------------- | ---------------------- | ------------------------- | ---------- | -------------- |
| 東京都     | TOKYO MX      | 2014年7月5日－9月20日  | 星期六 24時00分－24時30分 | 獨立UHF局  | 『E!TV』節目   |
| 日本全國   | BS11          | 2014年7月5日－9月20日  | 星期六 24時00分－24時30分 | 衛星電視   | 『ANIME+』節目 |
| 栃木縣     | 栃木電視台    | 2014年7月5日－9月20日  | 星期六 24時00分－24時30分 | 獨立UHF局  |                |
| 群馬縣     | 群馬電視台    | 2014年7月5日－9月20日  | 星期六 24時00分－24時30分 | 獨立UHF局  |                |
| 日本全國   | NICONICO直播  | 2014年7月5日－9月20日  | 星期六 24時00分－24時30分 | 網絡電視   |                |
| 日本全國   | NICONICO頻道  | 2014年7月5日－9月20日  | 星期六 24時30分 更新      | 網絡電視   |                |
| 近畿廣域圈 | 朝日放送      | 2014年7月9日－9月24日  | 星期三 26時44分－27時14分 | 朝日電視網 |                |
| 日本全國   | 萬代頻道      | 2014年7月10日－9月26日 | 星期四 12時00分 更新      | 網絡電視   |                |
| 日本全國   | GyaO!         | 2014年7月10日－9月26日 | 星期四 12時00分 更新      | 網絡電視   |                |
| 日本全國   | d Anime Store | 2014年7月10日－9月26日 | 星期四 12時00分 更新      | 網絡電視   |                |
| 日本全國   | AT-X          | 2014年7月12日－9月27日 | 星期六 18時30分－19時00分 | 衞星電視   | 有重播         |
| 第2期      |               |                        |                           |            |                |
| 東京都     | TOKYO MX      | 2015年1月10日－        | 星期六 24時00分－24時30分 | 獨立UHF局  |                |
| 栃木縣     | 栃木電視台    | 2015年1月10日－        | 星期六 24時00分－24時30分 | 獨立UHF局  |                |
| 群馬縣     | 群馬電視台    | 2015年1月10日－        | 星期六 24時00分－24時30分 | 獨立UHF局  |                |
| 日本全國   | BS11          | 2015年1月10日－        | 星期六 24時00分－24時30分 | 衛星電視   | 『ANIME+』節目 |
| 日本全國   | NICONICO直播  | 2015年1月10日－        | 星期六 24時00分－24時30分 | 網絡電視   |                |
| 日本全國   | NICONICO頻道  | 2015年1月10日－        | 星期六 24時30分 更新      | 網絡電視   |                |
| 近畿廣域圈 | 朝日放送      | 2015年1月14日－        | 星期三 26時14分－26時44分 | 朝日電視網 |                |
| 日本全國   | AT-X          | 2015年1月15日－        | 星期四 23時00分－23時30分 | 衞星電視   | 有重播         |

| 播映地區 | 播映平台 | 備註  |
| 第1期    | 第1期    | 第1期 |
| -------- | -------- | ----- |
| 中國大陸 | 哔哩哔哩 | [ 4 ] |
| 第2期    |          |       |
| 中國大陸 | 哔哩哔哩 | [ 5 ] |

## 外部連結
- TV動畫「ALDNOAH.ZERO」官方網站（页面存档备份，存于）（日語）